# ケロロ軍曹のアニメエピソード一覧
ケロロ軍曹のエピソード一覧（ケロロぐんそうのエピソードいちらん）は、テレビ東京ほかで放送されたテレビアニメ『ケロロ軍曹』のエピソードを一覧にしたもの。
放送日はテレビ東京での放送日、話数は1stシーズンからの通し番号とする。
なお、●は、原作に沿った内容のエピソードである。

## 1stシーズン (2004年 - 2005年) (全51回)
| 放送日        | 話数 | サブタイトル                                     | 脚本       | 絵コンテ          | 演出           | 作画監督                         | 作画監修 | 制作協力           | 収録DVD&VHS |
| ------------- | ---- | ------------------------------------------------ | ---------- | ----------------- | -------------- | -------------------------------- | -------- | ------------------ | ----------- |
| 2004年 4月3日 | 1-A  | ●我が輩がケロロ軍曹 であります                   | 池田眞美子 | 佐藤順一          | 山本裕介       | 小栗寛子                         | 追崎史敏 |                    | VOL.1       |
| 2004年 4月3日 | 1-B  | ●ケロロ 大地に立つ であります                    | 池田眞美子 | 佐藤順一          | 山本裕介       | 西田亜沙子                       | 追崎史敏 |                    | VOL.1       |
| 4月10日       | 2-A  | ●桃華&タママ 出撃! であります                    | 池田眞美子 | 山本裕介          | 五十嵐達也     | しんぼたくろう                   | 追崎史敏 |                    | VOL.1       |
| 4月10日       | 2-B  | ●桃華&タママ 日向家上陸 であります               | 池田眞美子 | 山本裕介          | 五十嵐達也     | 高橋真一                         | 追崎史敏 |                    | VOL.1       |
| 4月17日       | 3-A  | ●ケロロ 危険臨界点突破 であります                | 笠原邦暁   | タカギシゲキ      | 高木茂樹       | 石井ゆみこ                       | 追崎史敏 | 遊歩堂             | VOL.1       |
| 4月17日       | 3-B  | ●ケロロ 極秘任務開始 であります                  | 笠原邦暁   | 山本裕介          | 高木茂樹       | 石井ゆみこ                       | 追崎史敏 | 遊歩堂             | VOL.1       |
| 4月24日       | 4-A  | ●ギロロ 宇宙でもっとも危険な男 であります        | 西園悟     | 佐藤昌文          | 佐藤昌文       | 井上哲                           | 追崎史敏 | スタジオガッツ     | VOL.1       |
| 4月24日       | 4-B  | ●ケロロ 雨時々危険な男 であります                | 西園悟     | 山本裕介          | 佐藤昌文       | 柴田志朗                         | 追崎史敏 | スタジオガッツ     | VOL.1       |
| 5月1日        | 5    | ●おもちゃを愛する男達の歌 であります             | 横谷昌宏   | 喜多幡徹          | 喜多幡徹       | 内田シンヤ                       | 追崎史敏 |                    | VOL.2       |
| 5月8日        | 6-A  | ●桃華 ラブラブ南海大作戦 であります              | 池田眞美子 | 中村次郎          | 菜香ゆき       | 古賀誠                           | 追崎史敏 | ノーマッド         | VOL.2       |
| 5月8日        | 6-B  | ●桃華 ひゅ〜どろ南海大作戦 であります            | 池田眞美子 | 中村次郎          | 菜香ゆき       | 古賀誠                           | 追崎史敏 | ノーマッド         | VOL.2       |
| 5月15日       | 7-A  | ●モア はじめての地球破壊 であります              | 山口宏     | 五十嵐達也        | 五十嵐達也     | しんぼたくろう 高橋真一          | 追崎史敏 |                    | VOL.2       |
| 5月15日       | 7-B  | ●タママVSモア 結果はタママの負け であります      | 山口宏     | 五十嵐達也        | 五十嵐達也     | しんぼたくろう 高橋真一          | 追崎史敏 |                    | VOL.2       |
| 5月22日       | 8-A  | ●ケロロ 侵略作戦絶好調! であります               | 西園悟     | 畠山茂樹 佐藤順一 | 畠山茂樹       | 井上哲 柴田志朗                  | 追崎史敏 | スタジオガッツ     | VOL.2       |
| 5月22日       | 8-B  | ●ケロロ 間違いだらけの基地作り であります        | 西園悟     | 畠山茂樹 佐藤順一 | 畠山茂樹       | 井上哲 柴田志朗                  | 追崎史敏 | スタジオガッツ     | VOL.2       |
| 5月29日       | 9-A  | ●夏美 恋の行く手に来るクルル であります          | 池田眞美子 | 佐藤順一          | 高木茂樹       | 追崎史敏 岩岡優子                | 追崎史敏 |                    | VOL.3       |
| 5月29日       | 9-B  | ●日向秋 ダイナマイトな女 であります              | 池田眞美子 | 佐藤順一          | 高木茂樹       | 追崎史敏 岩岡優子                | 追崎史敏 |                    | VOL.3       |
| 6月5日        | 10   | ●決戦!第三大臼歯 であります                      | 西園悟     | 玉川達文          | 玉川達文       | 石井ゆみこ                       | 追崎史敏 |                    | VOL.3       |
| 6月12日       | 11   | ●ケロロ小隊 テレビに出演せよ! であります         | 山口宏     | 喜多幡徹          | 喜多幡徹       | しんぼたくろう 高橋真一          | 追崎史敏 |                    | VOL.3       |
| 6月19日       | 12-A | すもも アイドルは宇宙をこえて であります         | 笠原邦暁   | 誌村宏明          | 菜香ゆき       | 古賀誠                           | 追崎史敏 | ノーマッド         | VOL.3       |
| 6月19日       | 12-B | ●ギロロ 戦場のちいさな天使 であります            | 笠原邦暁   | 誌村宏明          | 菜香ゆき       | 古賀誠                           | 追崎史敏 | ノーマッド         | VOL.3       |
| 6月26日       | 13-A | ●ドロロ 忘れられた戦士 であります                | 横谷昌宏   | 山本裕介          | 山本裕介       | 追崎史敏                         |          |                    | VOL.4       |
| 6月26日       | 13-B | ●ドロロ&小雪 友情は美しき哉 であります           | 横谷昌宏   | 山本裕介          | 山本裕介       | 追崎史敏                         |          |                    | VOL.4       |
| 7月3日        | 14   | ●五人集結! たぶん史上最大の作戦 であります       | 池田眞美子 | 近藤信宏          | 平池芳正       | 牛島勇二 松川哲也 追崎史敏       | 追崎史敏 | 遊歩堂             | VOL.4       |
| 7月10日       | 15-A | ●桃華 裏桃華降臨 であります                      | 西園悟     | 河本昇悟          | 河本昇悟       | しんぼたくろう 高橋真一          | 追崎史敏 |                    | VOL.4       |
| 7月10日       | 15-B | ●裏桃華 裏切りの裏側 であります                  | 西園悟     | 河本昇悟          | 河本昇悟       | しんぼたくろう 高橋真一          | 追崎史敏 |                    | VOL.4       |
| 7月17日       | 16-A | ●モア 裏モア降臨!? であります                    | 山口宏     | あべももこ        | 畠山茂樹       | 柴田志朗 草刈大介 井上哲         | 追崎史敏 | スタジオガッツ     | VOL.4       |
| 7月17日       | 16-B | ●モア モアモア大パニック であります              | 山口宏     | あべももこ        | 畠山茂樹       | 柴田志朗 草刈大介 井上哲         | 追崎史敏 | スタジオガッツ     | VOL.4       |
| 7月24日       | 17-A | ●ケロロVS夏美 水中大決戦! であります             | 笠原邦暁   | 喜多幡徹          | 喜多幡徹       | 岩岡優子                         | 追崎史敏 |                    | VOL.5       |
| 7月24日       | 17-B | ●冬樹 ようこそホラーワールドへ であります        | 笠原邦暁   | 喜多幡徹          | 喜多幡徹       | 岩岡優子                         | 追崎史敏 |                    | VOL.5       |
| 7月31日       | 18   | ●夏美 爆笑!オトナの海岸物語 であります           | 横谷昌宏   | 誌村宏明          | 菜香ゆき       | 古賀誠                           | 追崎史敏 | ノーマッド         | VOL.5       |
| 8月7日        | 19-A | ●ケロロVS夏美 おまつり頂上決戦! であります       | 横谷昌宏   | 五十嵐達也        | 五十嵐達也     | しんぼたくろう 高橋真一          | 追崎史敏 |                    | VOL.5       |
| 8月7日        | 19-B | ●ケロロ あなたのお耳に侵略ラジオ であります      | 横谷昌宏   | 五十嵐達也        | 五十嵐達也     | しんぼたくろう 高橋真一          | 追崎史敏 |                    | VOL.5       |
| 8月14日       | 20-A | ●冬樹 ミーツ・ア・ガ〜ル であります              | 西園悟     | 片山一良          | 福本潔         | 石井ゆみこ                       | 追崎史敏 | 遊歩堂             | VOL.5       |
| 8月14日       | 20-B | ●冬樹 ノントルマの使者 であります                | 西園悟     | 片山一良          | 福本潔         | 石井ゆみこ                       | 追崎史敏 | 遊歩堂             | VOL.5       |
| 8月21日       | 21-A | ●ケロロ 侵略も省エネでね であります              | 山口宏     | 山口晋            | 山口晋         | 山口晋                           | 追崎史敏 |                    | VOL.6       |
| 8月21日       | 21-B | ●ケロロ 田舎にむけて突撃せよ! であります         | 山口宏     | 山口晋            | 山口晋         | 山口晋                           | 追崎史敏 |                    | VOL.6       |
| 8月28日       | 22   | ●タママ 今日からボクが隊長ですぅ であります      | 西園悟     | 山本裕介          | 山本裕介       | しんぼたくろう 高橋真一          | 追崎史敏 |                    | VOL.6       |
| 9月4日        | 23   | パニック! 日向家の最も騒がしい一日 であります    | 池田眞美子 | 佐藤順一          | 鵜飼ゆうき     | 追崎史敏                         |          |                    | VOL.6       |
| 9月11日       | 24-A | ●ケロロ 正義と貧乏の宇宙探偵 であります          | 山口宏     | 誌村宏明          | 菜香ゆき       | 古賀誠                           | 追崎史敏 | ノーマッド         | VOL.6       |
| 9月11日       | 24-B | ●556 特撮就職最前線! であります                  | 山口宏     | 誌村宏明          | 菜香ゆき       | 古賀誠                           | 追崎史敏 | ノーマッド         | VOL.6       |
| 9月18日       | 25   | ●桃華 愛と青春と波乱の逃亡 であります            | 笠原邦暁   | 平池芳正          | 平池芳正       | 追崎史敏 しんぼたくろう          | 追崎史敏 | 武遊               | VOL.7       |
| 9月25日       | 26   | ●ケロロ 一致団結!運動会を侵略せよ であります     | 横谷昌宏   | 近藤信宏          | 箕ノ口克己     | 宇都木勇 村上勉 武内啓           | 追崎史敏 | サニーサイドアップ | VOL.7       |
| 10月2日       | 27-A | ●ケロロ 父キタル 父カエル であります             | 西園悟     | 喜多幡徹          | 三好正人       | しんぼたくろう 高橋真一 松下浩美 | 追崎史敏 |                    | VOL.7       |
| 10月2日       | 27-B | ●ケロロ 温泉GO!GO!GO! であります                 | 西園悟     | 喜多幡徹          | 三好正人       | しんぼたくろう 高橋真一 松下浩美 | 追崎史敏 |                    | VOL.7       |
| 10月9日       | 28-A | ●ケロロ 雪合戦サバイバル であります              | 笠原邦暁   | 福本潔            | 福本潔         | 石井ゆみこ                       | 追崎史敏 | 遊歩堂             | VOL.7       |
| 10月9日       | 28-B | ●クルル クックックッのクッ であります            | 笠原邦暁   | 福本潔            | 福本潔         | 石井ゆみこ                       | 追崎史敏 | 遊歩堂             | VOL.7       |
| 10月16日      | 29-A | 夏美&小雪 舞台にかける青春 であります            | 池田眞美子 | 阿宮正和          | 阿宮正和       | 中山初絵                         | 追崎史敏 |                    | VOL.8       |
| 10月16日      | 29-B | ●ケロロ スクープはNG! であります                 | 池田眞美子 | 阿宮正和          | 阿宮正和       | 中山初絵                         | 追崎史敏 |                    | VOL.8       |
| 10月23日      | 30-A | ●タママ ケロン星から来た少年 であります          | 山口宏     | 誌村宏明          | 菜香ゆき       | 古賀誠                           | 追崎史敏 | ノーマッド         | VOL.8       |
| 10月23日      | 30-B | ●桃華 めざせナイスバディ であります              | 山口宏     | 誌村宏明          | 菜香ゆき       | 古賀誠                           | 追崎史敏 | ノーマッド         | VOL.8       |
| 10月30日      | 31   | ●ケロロ 帰りたい帰れない… であります             | 横谷昌宏   | 河本昇悟          | 北村真咲       | しんぼたくろう 高橋真一          | 追崎史敏 |                    | VOL.8       |
| 11月6日       | 32-A | ●ケロロ 動物隊員大集合 であります                | 西園悟     | 数井浩子          | 佐藤昌文       | 草刈大介                         | 追崎史敏 | スタジオガッツ     | VOL.8       |
| 11月6日       | 32-B | ●ギロロ ネコは言いたい であります                | 西園悟     | 数井浩子          | 佐藤昌文       | 草刈大介                         | 追崎史敏 | スタジオガッツ     | VOL.8       |
| 11月13日      | 33   | ケロロ小隊 アニメでペコポン侵略 であります       | 西園悟     | 鵜飼ゆうき        | 鵜飼ゆうき     | 小栗寛子 しんごーやすし          | 追崎史敏 |                    | VOL.9       |
| 11月20日      | 34-A | ●桃華VS小雪 温泉争奪バトル であります            | 西園悟     | 数井浩子          | ひろしまひでき | 武内啓                           | 追崎史敏 | サニーサイドアップ | VOL.9       |
| 11月20日      | 34-B | ●ケロロ&冬樹 まったり行こっ であります           | 西園悟     | 数井浩子          | ひろしまひでき | 武内啓                           | 追崎史敏 | サニーサイドアップ | VOL.9       |
| 11月27日      | 35   | ●極秘!夏美のお誕生日大作戦 であります            | 山口宏     | 喜多幡徹          | 福本潔         | 石井ゆみこ                       | 追崎史敏 | 遊歩堂             | VOL.9       |
| 12月4日       | 36-A | ●ケロロ 死闘!軍曹VS冬将軍 であります             | 西園悟     | 誌村宏明          | 菜香ゆき       | 古賀誠                           | 追崎史敏 | ノーマッド         | VOL.9       |
| 12月4日       | 36-B | ●冬樹 そ〜なんですよ西澤さん であります          | 西園悟     | 誌村宏明          | 菜香ゆき       | 古賀誠                           | 追崎史敏 | ノーマッド         | VOL.9       |
| 12月11日      | 37-A | ドロロ きたれ忍者教室へ であります               | 横谷昌宏   | 近藤信宏          | 阿宮正和       | 松下浩美 中山初絵                | 追崎史敏 |                    | VOL.10      |
| 12月11日      | 37-B | ケロロ の恐竜 であります                         | 横谷昌宏   | 近藤信宏          | 阿宮正和       | 松下浩美 中山初絵                | 追崎史敏 |                    | VOL.10      |
| 12月18日      | 38-A | ギロロ 愛の機動歩兵 であります                   | 駿河幸雄   | カトキハジメ      | 米田和博       | しんぼたくろう 高橋真一          | 追崎史敏 |                    | VOL.10      |
| 12月18日      | 38-B | ギロロVS夏美 めぐりあい・・・も であります       | 駿河幸雄   | カトキハジメ      | 米田和博       | しんぼたくろう 高橋真一          | 追崎史敏 |                    | VOL.10      |
| 12月25日      | 39-A | ●ケロロ クリスマス大作戦 であります              | 池田眞美子 | 北村真咲 高田耕一 | 北村真咲       | 中山初絵 満仲勧                  | 追崎史敏 |                    | VOL.10      |
| 12月25日      | 39-B | ●ケロロ 仕事納めの大掃除 であります              | 池田眞美子 | 北村真咲 高田耕一 | 北村真咲       | 中山初絵 満仲勧                  | 追崎史敏 |                    | VOL.10      |
| 2005年 1月8日 | 40-A | ●モア ていうか謹賀新年? であります               | 西園悟     | 佐藤昌文          | 佐藤昌文       | 草刈大介                         | 追崎史敏 | スタジオガッツ     | VOL.10      |
| 2005年 1月8日 | 40-B | ケロロ おせちもいいけど宿題もね であります       | 西園悟     | 佐藤昌文          | 佐藤昌文       | 草刈大介                         | 追崎史敏 | スタジオガッツ     | VOL.10      |
| 1月15日       | 41-A | ●ケロロ すごろく攻略戦 であります                | 笠原邦暁   | 鵜飼ゆうき        | 鵜飼ゆうき     | しんぼたくろう 高橋真一          | 追崎史敏 |                    | VOL.11      |
| 1月15日       | 41-B | ドロロ もーれつに熱血せよ であります             | 笠原邦暁   | 鵜飼ゆうき        | 鵜飼ゆうき     | しんぼたくろう 高橋真一          | 追崎史敏 |                    | VOL.11      |
| 1月22日       | 42-A | ケロロ 赤き血のケロロ小隊 であります             | 山口宏     | 菜香ゆき          | 菜香ゆき       | 古賀誠                           | 追崎史敏 | ノーマッド         | VOL.11      |
| 1月22日       | 42-B | ●タママ 友情の嫉妬シュート! であります           | 山口宏     | 菜香ゆき          | 菜香ゆき       | 古賀誠                           | 追崎史敏 | ノーマッド         | VOL.11      |
| 1月29日       | 43-A | ギロロ 泣けない赤鬼 であります                   | 横谷昌宏   | 喜多幡徹          | 喜多幡徹       | 中山初絵 松下浩美                | 追崎史敏 |                    | VOL.11      |
| 1月29日       | 43-B | ●ギロロ 飛び出せ節分! であります                 | 横谷昌宏   | 喜多幡徹          | 喜多幡徹       | 中山初絵 松下浩美                | 追崎史敏 |                    | VOL.11      |
| 2月5日        | 44-A | ケロロVS冬樹 スポーツで激闘 であります           | 西園悟     | 山本裕介          | 米田和博       | しんぼたくろう 高橋真一          | 追崎史敏 |                    | VOL.11      |
| 2月5日        | 44-B | クルルVS秋 侵略ロボで爆闘 であります             | 西園悟     | 山本裕介          | 米田和博       | しんぼたくろう 高橋真一          | 追崎史敏 |                    | VOL.11      |
| 2月12日       | 45-A | ケロロ 愛のいきなりだんご であります             | 池田眞美子 | 誌村宏明          | 箕ノ口克己     | 武内啓                           | 追崎史敏 | サニーサイドアップ | VOL.12      |
| 2月12日       | 45-B | ●夏美&桃華 V（バレンタイン）作戦発動! であります | 池田眞美子 | 誌村宏明          | 箕ノ口克己     | 武内啓                           | 追崎史敏 | サニーサイドアップ | VOL.12      |
| 2月19日       | 46   | ●ケロロ あなた忘れられていませんか? であります   | 横谷昌宏   | 佐藤昌文          | 佐藤昌文       | 草刈大介                         | 追崎史敏 | スタジオガッツ     | VOL.12      |
| 2月26日       | 47-A | 夏美 ひなまつりを守れ であります                 | 笠原邦暁   | 高木茂樹          | 福本潔         | 石井ゆみこ                       | 追崎史敏 | 遊歩堂             | VOL.12      |
| 2月26日       | 47-B | ●ケロロ アフロでみゃおん であります              | 笠原邦暁   | 高木茂樹          | 福本潔         | 石井ゆみこ                       | 追崎史敏 | 遊歩堂             | VOL.12      |
| 3月5日        | 48-A | ●ケロロ小隊 春のうららの大作戦 であります        | 山口宏     | 北村真咲          | 北村真咲       | 糸島雅彦 中山初絵                | 追崎史敏 |                    | VOL.12      |
| 3月5日        | 48-B | ●冬樹 ダメダメハザード救出作戦 であります        | 山口宏     | 北村真咲          | 北村真咲       | 糸島雅彦 中山初絵                | 追崎史敏 |                    | VOL.12      |
| 3月12日       | 49-A | ●クルル 宇宙でうまくやる方法 であります          | 横谷昌宏   | 誌村宏明          | 菜香ゆき       | 古賀誠                           | 追崎史敏 | ノーマッド         | VOL.13      |
| 3月12日       | 49-B | 桃華 W-（ホワイト）デイ頂上作戦 であります       | 横谷昌宏   | 誌村宏明          | 菜香ゆき       | 古賀誠                           | 追崎史敏 | ノーマッド         | VOL.13      |
| 3月19日       | 50-A | ●夏美 高熱の地球戦士 であります                  | 西園悟     | 阿宮正和          | 阿宮正和       | 松下浩美 満仲勧                  | 追崎史敏 |                    | VOL.13      |
| 3月19日       | 50-B | ●ギロロ 俺がやらねば誰がやる であります          | 西園悟     | 阿宮正和          | 阿宮正和       | 松下浩美 満仲勧                  | 追崎史敏 |                    | VOL.13      |
| 3月26日       | 51   | ●ケロロ小隊 撤退!さらばペコポンよ であります     | 池田眞美子 | 鵜飼ゆうき        | 高木茂樹       | しんぼたくろう 高橋真一          | 追崎史敏 |                    | VOL.13      |

※2005年1月1日は年末年始により放送休止

## 2ndシーズン (2005年 - 2006年) (全52回)
| 放送日        | 話数  | サブタイトル | 脚本                | 絵コンテ            | 演出               | 作画監督                            | 作画監修                   | 制作協力            | 収録DVD&VHS |
| ------------- | ----- | --- | ------------------- | ------------------- | ------------------ | ----------------------------------- | -------------------------- | ------------------- | ----------- |
| 2005年 4月1日 | 52-A  | ケロロ 再び大地に立つ! であります | 山口宏              | 山本裕介            | 米田和博           | 追崎史敏                            |                            |                     | VOL.1       |
| 2005年 4月1日 | 52-B  | タママ 黒いタママ であります | 山口宏              | 山本裕介            | 米田和博           | 追崎史敏                            |                            |                     | VOL.1       |
| 4月8日        | 53-A  | ケロロ お宝侵略大作戦! であります | 笠原邦暁            | 福本潔              | 福本潔             | 中山初絵 糸島雅彦                   | 追崎史敏                   |                     | VOL.1       |
| 4月8日        | 53-B  | アンゴル・モア 花見でモアモア〜 であります | 笠原邦暁            | 福本潔              | 福本潔             | 中山初絵 糸島雅彦                   | 追崎史敏                   |                     | VOL.1       |
| 4月15日       | 54-A  | 冬樹 名探偵は僕? であります | 横谷昌宏            | 赤坂三十郎          | 佐藤昌文           | 草刈大介                            | 追崎史敏                   | スタジオガッツ      | VOL.1       |
| 4月15日       | 54-B  | ドロロ 復活の戦士 であります | 横谷昌宏            | 赤坂三十郎          | 佐藤昌文           | 草刈大介                            | 追崎史敏                   | スタジオガッツ      | VOL.1       |
| 4月22日       | 55-A  | ギロロ 蘇ったソルジャー であります | 山口宏              | 阿宮正和            | 阿宮正和           | しんぼたくろう 高橋真一             | 追崎史敏                   |                     | VOL.1       |
| 4月22日       | 55-B  | ●冬樹 およげこいのぼり! であります | 山口宏              | 阿宮正和            | 阿宮正和           | しんぼたくろう 高橋真一             | 追崎史敏                   |                     | VOL.1       |
| 4月29日       | 56-A  | 夏美&小雪 テニスのプリンセス であります | 池田眞美子          | 近藤信宏            | 久保太郎           | 武内啓                              | 追崎史敏                   | サニーサイドアップ  | VOL.2       |
| 4月29日       | 56-B  | ●ケロロ 侵略日和のさつき晴れ であります | 池田眞美子          | 近藤信宏            | 久保太郎           | 武内啓                              | 追崎史敏                   | サニーサイドアップ  | VOL.2       |
| 5月6日        | 57-A  | ドロロ 逆襲するは我にあり であります | 横谷昌宏            | 誌村宏明            | 北村真咲           | 追崎史敏 中山初絵                   | 追崎史敏                   |                     | VOL.2       |
| 5月6日        | 57-B  | 巨大カエル対南海の大怪獣 であります | 横谷昌宏            | 誌村宏明            | 北村真咲           | 追崎史敏 中山初絵                   | 追崎史敏                   |                     | VOL.2       |
| 5月13日       | 58-A  | ●ケロロ 自販機で侵略せよ であります | 笠原邦暁            | 米田和博            | 米田和博           | 松下浩美 しんぼたくろう 高橋真一    | 追崎史敏                   |                     | VOL.2       |
| 5月13日       | 58-B  | タママ 覚醒!新必殺技 であります | 笠原邦暁            | 米田和博            | 米田和博           | 松下浩美 しんぼたくろう 高橋真一    | 追崎史敏                   |                     | VOL.2       |
| 5月20日       | 59-A  | ケロロ 育てよ城! であります | 山口宏              | 福本潔              | 福本潔             | 石井ゆみこ                          | 追崎史敏                   | 遊歩堂              | VOL.2       |
| 5月20日       | 59-B  | ケロロ の、動く城! であります | 山口宏              | 福本潔              | 福本潔             | 石井ゆみこ                          | 追崎史敏                   | 遊歩堂              | VOL.2       |
| 5月27日       | 60-A  | ケロロ ケロケロマシン猛レース であります | 池田眞美子          | 赤坂三十郎          | 佐藤昌文           | 飯飼一幸 草刈大介                   | 追崎史敏                   | スタジオガッツ      | VOL.3       |
| 5月27日       | 60-B  | モア 眠り姫ってゆーか安眠希望? であります | 池田眞美子          | 赤坂三十郎          | 佐藤昌文           | 飯飼一幸 草刈大介                   | 追崎史敏                   | スタジオガッツ      | VOL.3       |
| 6月3日        | 61-A  | 冬樹 謎の転校少女にナニが起こったか? であります | 横谷昌宏            | 近藤信宏            | 桝井剛             | 武内啓                              | 追崎史敏                   | プラム ファンアウト | VOL.3       |
| 6月3日        | 61-B  | 夏美&サブロー 戻れないフ・タ・リ であります | 横谷昌宏            | 近藤信宏            | 桝井剛             | 武内啓                              | 追崎史敏                   | プラム ファンアウト | VOL.3       |
| 6月10日       | 62-A  | 桃華&夏美&モア 怪盗モアピーチサマー であります | 笠原邦暁            | 佐山聖子            | 北村真咲           | 糸島雅彦 吉田大輔                   | 追崎史敏                   |                     | VOL.3       |
| 6月10日       | 62-B  | ケロロ 必勝!水中大決戦 であります | 笠原邦暁            | 佐山聖子            | 北村真咲           | 糸島雅彦 吉田大輔                   | 追崎史敏                   |                     | VOL.3       |
| 6月17日       | 63-A  | ケロロ 教師ゲロゲロ物語! であります | 山口宏              | 阿宮正和            | 阿宮正和           | しんぼたくろう 高橋真一             | 追崎史敏                   |                     | VOL.3       |
| 6月17日       | 63-B  | ケロロ 再会、父よ であります | 山口宏              | 阿宮正和            | 阿宮正和           | しんぼたくろう 高橋真一             | 追崎史敏                   |                     | VOL.3       |
| 6月24日       | 64-A  | ケロロ 吸うなら吸え!ウソやっぱやめて であります | 横谷昌宏            | 近藤信宏            | 米田和博           | しんごーやすし 西田亜沙子           | 追崎史敏                   |                     | VOL.4       |
| 6月24日       | 64-B  | ドロロ トラウマからの脱出 であります | 横谷昌宏            | 近藤信宏            | 米田和博           | しんごーやすし 西田亜沙子           | 追崎史敏                   |                     | VOL.4       |
| 7月1日        | 65-A  | ケロロ ペコポンにほえろ! であります | 北嶋博明            | 鵜飼ゆうき          | 久保太郎           | 武内啓                              | 追崎史敏                   | サニーサイドアップ  | VOL.4       |
| 7月1日        | 65-B  | タママ ケロン星からの訪問者 であります | 北嶋博明            | 鵜飼ゆうき          | 久保太郎           | 武内啓                              | 追崎史敏                   | サニーサイドアップ  | VOL.4       |
| 7月8日        | 66-A  | ギロロ 愛の救出大作戦 であります | 池田眞美子          | 海原空母            | 五十嵐達矢         | 吉田大輔 松下浩美                   | 追崎史敏 中山初絵          |                     | VOL.4       |
| 7月8日        | 66-B  | 夏美&小雪 ドッキドッキ初デート であります | 池田眞美子          | 海原空母            | 五十嵐達矢         | 吉田大輔 松下浩美                   | 追崎史敏 中山初絵          |                     | VOL.4       |
| 7月15日       | 67-A  | 冬樹&桃華 ひみつのミステリーデート であります | 山口宏              | 誌村宏明            | 園田雅裕           | しんぼたくろう 高橋真一             | 追崎史敏                   |                     | VOL.4       |
| 7月15日       | 67-B  | ケロロ なあ、ゲームを作ろうじゃないか であります | 山口宏              | 誌村宏明            | 園田雅裕           | しんぼたくろう 高橋真一             | 追崎史敏                   |                     | VOL.4       |
| 7月22日       | 68-A  | ケロロ 大改造!リフォームは劇的に であります | 笠原邦暁            | 赤坂三十郎          | 佐藤昌文           | 草刈大介 飯飼一幸                   | 追崎史敏                   | スタジオガッツ      | VOL.5       |
| 7月22日       | 68-B  | ドロロ いざまいる!宿命の対決 であります | 笠原邦暁            | 赤坂三十郎          | 佐藤昌文           | 草刈大介 飯飼一幸                   | 追崎史敏                   | スタジオガッツ      | VOL.5       |
| 7月29日       | 69-A  | 夏美と冬樹 の神隠し であります | 横谷昌宏            | 福本潔              | 福本潔             | 石井ゆみこ 高橋典子                 | 追崎史敏                   | 遊歩堂              | VOL.5       |
| 7月29日       | 69-B  | ケロロ 恒例!真夏のお笑いバトル であります | 横谷昌宏            | 福本潔              | 福本潔             | 石井ゆみこ 高橋典子                 | 追崎史敏                   | 遊歩堂              | VOL.5       |
| 8月5日        | 70-A  | ケロン人VSペコポン人 ついに全面対決か!? であります | 小林靖子            | 近藤信宏            | 徳本善信           | 糸島雅彦 中山初絵                   | 追崎史敏                   |                     | VOL.5       |
| 8月5日        | 70-B  | 小雪 ドッキドッキ初おむすび であります | 小林靖子            | 近藤信宏            | 徳本善信           | 糸島雅彦 中山初絵                   | 追崎史敏                   |                     | VOL.5       |
| 8月12日       | 71    | ●極悪!迷惑! 宇宙宿題忘れ王伝説 であります | 北嶋博明            | 米田和博            | 米田和博           | 松下浩美 山口真未（スタジオライブ） | 追崎史敏 小池智史          |                     | VOL.5       |
| 8月19日       | 72-A  | ケロロ 鉄人シェフの挑戦状 であります | 池田眞美子          | 北村真咲 吉川博明   | 岡崎幸男           | 武内啓                              | 追崎史敏                   | プラム              | VOL.6       |
| 8月19日       | 72-B  | タママ 最強戦士の挑戦状ですぅ であります | 吉崎観音 池田眞美子 | 北村真咲 吉川博明   | 岡崎幸男           | 武内啓                              | 追崎史敏                   | プラム              | VOL.6       |
| 8月26日       | 73    | 冬樹 198X 僕たちの夏休み であります | 駿河幸雄            | カトキハジメ        | 阿宮正和           | しんぼたくろう 高橋真一             | 追崎史敏                   |                     | VOL.6       |
| 9月2日        | 74全  | あっと驚く〜特別企画 ゲロゲロ30分! であります | 横谷昌宏            | 赤坂三十郎 山本裕介 | 佐藤昌文           | 草刈大介 飯飼一幸                   | 追崎史敏                   | スタジオガッツ      | VOL.6       |
| 9月2日        | 74-1  | ケロロ軍曹 ギネスに挑戦! | 横谷昌宏            | 赤坂三十郎 山本裕介 | 佐藤昌文           | 草刈大介 飯飼一幸                   | 追崎史敏                   | スタジオガッツ      | VOL.6       |
| 9月2日        | 74-2  | ケロロ わらしべ侵略者 であります | 横谷昌宏            | 赤坂三十郎 山本裕介 | 佐藤昌文           | 草刈大介 飯飼一幸                   | 追崎史敏                   | スタジオガッツ      | VOL.6       |
| 9月2日        | 74-3  | モア ドキドキ個人授業 であります | 横谷昌宏            | 赤坂三十郎 山本裕介 | 佐藤昌文           | 草刈大介 飯飼一幸                   | 追崎史敏                   | スタジオガッツ      | VOL.6       |
| 9月2日        | 74-4  | ポール 消せない過去 でございます | 横谷昌宏            | 赤坂三十郎 山本裕介 | 佐藤昌文           | 草刈大介 飯飼一幸                   | 追崎史敏                   | スタジオガッツ      | VOL.6       |
| 9月2日        | 74-5  | ケロロ ギネスに挑戦中! | 横谷昌宏            | 赤坂三十郎 山本裕介 | 佐藤昌文           | 草刈大介 飯飼一幸                   | 追崎史敏                   | スタジオガッツ      | VOL.6       |
| 9月2日        | 74-6  | ケロロ★ シネマパラダイス であります | 横谷昌宏            | 赤坂三十郎 山本裕介 | 佐藤昌文           | 草刈大介 飯飼一幸                   | 追崎史敏                   | スタジオガッツ      | VOL.6       |
| 9月2日        | 74-7  | モア 恋の星占い であります | 横谷昌宏            | 赤坂三十郎 山本裕介 | 佐藤昌文           | 草刈大介 飯飼一幸                   | 追崎史敏                   | スタジオガッツ      | VOL.6       |
| 9月2日        | 74-8  | ケロロ 悲しきエスパー であります | 横谷昌宏            | 赤坂三十郎 山本裕介 | 佐藤昌文           | 草刈大介 飯飼一幸                   | 追崎史敏                   | スタジオガッツ      | VOL.6       |
| 9月2日        | 74-9  | 夏美&小雪 魔のラジオ体操 であります | 横谷昌宏            | 赤坂三十郎 山本裕介 | 佐藤昌文           | 草刈大介 飯飼一幸                   | 追崎史敏                   | スタジオガッツ      | VOL.6       |
| 9月2日        | 74-10 | ポール それでも消せない過去 でございます | 横谷昌宏            | 赤坂三十郎 山本裕介 | 佐藤昌文           | 草刈大介 飯飼一幸                   | 追崎史敏                   | スタジオガッツ      | VOL.6       |
| 9月2日        | 74-11 | ケロロ ギネスに挑戦中! | 横谷昌宏            | 赤坂三十郎 山本裕介 | 佐藤昌文           | 草刈大介 飯飼一幸                   | 追崎史敏                   | スタジオガッツ      | VOL.6       |
| 9月2日        | 74-12 | 夏美 ハガキ職人への道 | 横谷昌宏            | 赤坂三十郎 山本裕介 | 佐藤昌文           | 草刈大介 飯飼一幸                   | 追崎史敏                   | スタジオガッツ      | VOL.6       |
| 9月2日        | 74-13 | ヴァイパー 逆襲のファミリー | 横谷昌宏            | 赤坂三十郎 山本裕介 | 佐藤昌文           | 草刈大介 飯飼一幸                   | 追崎史敏                   | スタジオガッツ      | VOL.6       |
| 9月2日        | 74-14 | ケロロ ギネスに挑戦中! | 横谷昌宏            | 赤坂三十郎 山本裕介 | 佐藤昌文           | 草刈大介 飯飼一幸                   | 追崎史敏                   | スタジオガッツ      | VOL.6       |
| 9月2日        | 74-15 | ケロロ&日向家 家族写真 であります | 横谷昌宏            | 赤坂三十郎 山本裕介 | 佐藤昌文           | 草刈大介 飯飼一幸                   | 追崎史敏                   | スタジオガッツ      | VOL.6       |
| 9月9日        | 75    | 桃華 覚醒!三番目の桃華 であります | 笠原邦暁            | 鵜飼ゆうき          | 鵜飼ゆうき         | 小池智史                            | 追崎史敏                   |                     | VOL.6       |
| 9月16日       | 76    | ケロロ小隊 私を月へ連れてって であります | 山口宏              | 近藤信宏            | 久保太郎           | 武内啓                              | 糸島雅彦 中山初絵          | サニーサイドアップ  | VOL.7       |
| 9月23日       | 77-A  | タママ 結婚するって本当ですか? であります | 北嶋博明            | 誌村宏明            | 福本潔             | 石井ゆみこ                          | 中山初絵 糸島雅彦          | スタジオマッツ      | VOL.7       |
| 9月23日       | 77-B  | タママ 封印タママインパクト であります | 北嶋博明            | 誌村宏明            | 福本潔             | 石井ゆみこ                          | 中山初絵 糸島雅彦          | スタジオマッツ      | VOL.7       |
| 9月30日       | 78    | ケロロ 宝さがしはやっぱ宝島だよね であります | 横谷昌宏            | 吉川博明 山本裕介   | 園田雅裕           | しんぼたくろう                      | 追崎史敏                   |                     | VOL.7       |
| 10月7日       | 79-A  | 冬樹 運動会はあきらめない であります | 下山健人            | 赤坂三十郎          | 清水一伸           | 樋口聡一                            | 糸島雅彦 中山初絵          | スタジオガッツ      | VOL.7       |
| 10月7日       | 79-B  | ギロロ 猫は知ってる であります | 下山健人            | 赤坂三十郎          | 清水一伸           | 樋口聡一                            | 糸島雅彦 中山初絵          | スタジオガッツ      | VOL.7       |
| 10月14日      | 80    | ●ケロロ いや〜家出ってホント寂しいもんですね であります | 下山健人            | 金崎貴臣            | 徳本善信           | 小池智史                            | 追崎史敏                   |                     | VOL.8       |
| 10月21日      | 81-A  | ギロロ 真っ赤なド根性の日々 であります | 山口宏              | 誌村宏明            | 三家本泰美         | 武内啓                              | 糸島雅彦 追崎史敏          | プラム              | VOL.8       |
| 10月21日      | 81-B  | 戦え小雪! 大切な人を守るために であります | 山口宏              | 誌村宏明            | 三家本泰美         | 武内啓                              | 糸島雅彦 追崎史敏          | プラム              | VOL.8       |
| 10月28日      | 82-A  | 623 僕のラジオにでない? であります | 笠原邦暁            | 阿宮正和            | 阿宮正和           | しんぼたくろう                      | 追崎史敏                   |                     | VOL.8       |
| 10月28日      | 82-B  | ●ケロロVS夏美 1/6ガチンコバトル! であります | 笠原邦暁            | 阿宮正和            | 阿宮正和           | しんぼたくろう                      | 追崎史敏                   |                     | VOL.8       |
| 11月4日       | 83-A  | ケロロ 温泉混浴露天風呂殺人事件 湯煙にさすらう宇宙一不幸な兄妹の魂 兄が作ったカラーボックス温泉 いざ入ろうとすれば片足しか入んなくて、 ショックで足を滑らせた兄が気絶する時、 湯の花に妹の涙が舞い落ちる であります | 横谷昌宏            | 井内秀治            | 福本潔             | 石井ゆみこ                          | 小池智史 追崎史敏          | 遊歩堂              | VOL.8       |
| 11月4日       | 83-B  | クルル とことん嫌なヤツ であります | 横谷昌宏            | 井内秀治            | 福本潔             | 石井ゆみこ                          | 小池智史 追崎史敏          | 遊歩堂              | VOL.8       |
| 11月11日      | 84-A  | 桃華 ちょっと宇宙でランチでも であります | 下山健人            | 吉川博明            | わたなべぢゅんいち | 松下浩美 糸島雅彦                   | 追崎史敏 小池智史          |                     | VOL.9       |
| 11月11日      | 84-B  | ケロロ 松茸を狩れ! であります | 下山健人            | 吉川博明            | わたなべぢゅんいち | 松下浩美 糸島雅彦                   | 追崎史敏 小池智史          |                     | VOL.9       |
| 11月18日      | 85-A  | ●ケロロ ガシャッとまわせばいれかわり であります | 小林靖子            | 石平信司            | 佐藤昌文           | 草刈大介                            | 中山初絵 追崎史敏          | スタジオガッツ      | VOL.9       |
| 11月18日      | 85-B  | 夏美 魔法少女になれたら… であります | 小林靖子            | 石平信司            | 佐藤昌文           | 草刈大介                            | 中山初絵 追崎史敏          | スタジオガッツ      | VOL.9       |
| 11月25日      | 86-A  | 夏美&冬樹 悪魔のすむ日向家 であります | 北嶋博明            | 米田和博            | 米田和博           | しんぼたくろう                      | 追崎史敏                   |                     | VOL.9       |
| 11月25日      | 86-B  | ケロロ なれ! スーパーヒーローに であります | 北嶋博明            | 米田和博            | 米田和博           | しんぼたくろう                      | 追崎史敏                   |                     | VOL.9       |
| 12月2日       | 87-A  | ケロロ 祝え!ハッピーバースデイ であります | 山口宏              | 喜多幡徹            | 五月女有作         | 武内啓                              | 満仲勧 追崎史敏            | サニーサイドアップ  | VOL.9       |
| 12月2日       | 87-B  | モア ふしぎの国のモア であります | 山口宏              | 喜多幡徹            | 五月女有作         | 武内啓                              | 満仲勧 追崎史敏            | サニーサイドアップ  | VOL.9       |
| 12月9日       | 88    | ダソヌ☆マソ ペコポンはもらった! ブッチャ毛ほしくもないけどね であります | 笠原邦暁            | 鵜飼ゆうき          | 鵜飼ゆうき         | 小池智史                            | 追崎史敏                   |                     | VOL.10      |
| 12月16日      | 89-A  | ギロロ 七つの顔の男だぜ であります | 横谷昌宏            | 誌村宏明            | 園田雅裕           | しんぼたくろう                      | 追崎史敏                   |                     | VOL.10      |
| 12月16日      | 89-B  | 冬樹 盛り上がれ!オカルト大会 であります | 横谷昌宏            | 誌村宏明            | 園田雅裕           | しんぼたくろう                      | 追崎史敏                   |                     | VOL.10      |
| 12月23日      | 90    | ケロロ メリークリスマスが言えなくて であります | 下山健人            | 井内秀治            | 菱田正和           | 石井ゆみこ                          | 追崎史敏                   | STMATS              | VOL.10      |
| 2006年 1月6日 | 91-A  | ケロロ 新年・新生ケロロ誕生 であります | 池田眞美子          | 阿宮正和            | 阿宮正和           | しんごーやすし 小池智史             | 追崎史敏                   |                     | VOL.10      |
| 2006年 1月6日 | 91-B  | 小雪 おばあちゃんがやってきた であります | 池田眞美子          | 阿宮正和            | 阿宮正和           | しんごーやすし 小池智史             | 追崎史敏                   |                     | VOL.10      |
| 1月13日       | 92-A  | ケロロ小隊 大空より愛をこめて であります | 山口宏              | 石平信司            | 岡崎幸男           | 武内啓 水川弘理                     | 追崎史敏                   | プラム              | VOL.11      |
| 1月13日       | 92-B  | 桃華対モア 激突はねつきバトル であります | 山口宏              | 石平信司            | 岡崎幸男           | 武内啓 水川弘理                     | 追崎史敏                   | プラム              | VOL.11      |
| 1月20日       | 93-A  | 夏美 侵入!秘密基地 であります | 笠原邦暁            | 近藤信宏            | 関田修 徳本善信    | 福島豊明 しんぼたくろう             | 追崎史敏 糸島雅彦 中山初絵 | ドリーム・フォース  | VOL.11      |
| 1月20日       | 93-B  | 日向秋 たぶん宇宙最強の女 であります | 笠原邦暁            | 近藤信宏            | 関田修 徳本善信    | 福島豊明 しんぼたくろう             | 追崎史敏 糸島雅彦 中山初絵 | ドリーム・フォース  | VOL.11      |
| 1月27日       | 94    | ●カララ&タルル ペコポンをもらっちゃおう! であります | 北嶋博明            | 米田和博            | 米田和博           | しんぼたくろう                      | 追崎史敏                   |                     | VOL.11      |
| 2月3日        | 95    | 夏美 ギロロ散る? 決死の救出作戦 であります | 下山健人            | 井内秀治            | 横田和善           | 石井ゆみこ                          | 追崎史敏                   | 遊歩堂              | VOL.11      |
| 2月10日       | 96-A  | モアピーチサマースノー 決戦バレンタイン であります | 横谷昌宏            | 高木茂樹            | 高木茂樹           | 松下浩美 小池智史                   | 追崎史敏 満仲勧            |                     | VOL.12      |
| 2月10日       | 96-B  | ケロロ 世にも不幸な物語 であります | 横谷昌宏            | 高木茂樹            | 高木茂樹           | 松下浩美 小池智史                   | 追崎史敏 満仲勧            |                     | VOL.12      |
| 2月17日       | 97-A  | ●桃華 強敵と書いて"とも"と読む であります | 小林靖子            | 笹木信作            | 五月女有作         | 武内啓                              | 追崎史敏 満仲勧            | サニーサイドアップ  | VOL.12      |
| 2月17日       | 97-B  | ケロロ&冬樹 ふたりで… であります | 小林靖子            | 笹木信作            | 五月女有作         | 武内啓                              | 追崎史敏 満仲勧            | サニーサイドアップ  | VOL.12      |
| 2月24日       | 98-A  | 桃華 駆け落ち大作戦 であります | 池田眞美子          | 阿宮正和            | 阿宮正和           | しんぼたくろう                      | 追崎史敏                   |                     | VOL.12      |
| 2月24日       | 98-B  | ●ドロロ&小雪 出会いの記憶 であります | 池田眞美子          | 阿宮正和            | 阿宮正和           | しんぼたくろう                      | 追崎史敏                   |                     | VOL.12      |
| 3月3日        | 99-A  | 夏美 名犬ナッチー であります | 横手美智子          | 誌村宏明            | 岡崎幸男           | 武内啓                              | 追崎史敏                   | プラム              | VOL.12      |
| 3月3日        | 99-B  | ケロロ わんぱくケロッパー であります | 横手美智子          | 誌村宏明            | 岡崎幸男           | 武内啓                              | 追崎史敏                   | プラム              | VOL.12      |
| 3月10日       | 100   | ケロロ え?我が輩…誰?みんな…誰? であります | 北嶋博明            | 笹木信作            | 関田修             | 杉藤早百合                          | 追崎史敏                   | ドリームフォース    | VOL.13      |
| 3月17日       | 101   | ●ケロロ小隊 ペコポンが静止する日!? であります | 山口宏              | 鵜飼ゆうき          | 鵜飼ゆうき         | 小池智史 しんぼたくろう             | 追崎史敏                   |                     | VOL.13      |
| 3月24日       | 102   | ●ケロロ小隊 ペコポン!!滅び行くか愛の星よ!! であります | 山口宏              | 山口晋              | 山口晋             | 山口晋                              | 追崎史敏                   |                     | VOL.13      |
| 3月31日       | 103   | ●ケロロ小隊 まごころを君に であります | 山口宏              | 追崎史敏 山本裕介   | 北村真咲 山本裕介  | 追崎史敏                            |                            |                     | VOL.13      |

※2005年12月30日は年末年始により放送休止

## 3rdシーズン (2006年 - 2007年) (全51回)
| 放送日        | 話数  | サブタイトル                                              | 脚本         | 絵コンテ   | 演出     | 作画監督                         | 作画監修                      | 制作協力                     | 収録DVD |
| ------------- | ----- | --------------------------------------------------------- | ------------ | ---------- | -------- | -------------------------------- | ----------------------------- | ---------------------------- | ------- |
| 2006年 4月7日 | 104-A | ケロロ さらば愛しきケロロ! であります                     | 横谷昌宏     | 近藤信宏   | 米田和博 | 松下浩美                         | 小池智史                      |                              | VOL.1   |
| 2006年 4月7日 | 104-B | ケロロ 滅亡へのカウントダウン であります                  | 横谷昌宏     | 近藤信宏   | 米田和博 | しんぼたくろう                   | 小池智史                      |                              | VOL.1   |
| 4月14日       | 105-A | ケロロ 新装開店スマイルセール! であります                 | 笠原邦暁     | 石平信司   | 内山まな | 武内啓                           | 小池智史                      | サニーサイドアップ           | VOL.1   |
| 4月14日       | 105-B | 桃華 お花見でラブラブ大乱戦! であります                   | 笠原邦暁     | 石平信司   | 内山まな | 武内啓                           | 小池智史                      | サニーサイドアップ           | VOL.1   |
| 4月21日       | 106-A | 冬樹&夏美 勝手に侵入者 であります                         | 下山健人     | 菱田正和   | 菱田正和 | 石井ゆみこ                       | 小池智史                      | STMATS                       | VOL.1   |
| 4月21日       | 106-B | ギロロ 趣味の時間 であります                              | 下山健人     | 菱田正和   | 菱田正和 | 石井ゆみこ                       | 小池智史                      | STMATS                       | VOL.1   |
| 4月28日       | 107-A | 夏美 恐怖の身体検査 であります                            | 山口宏       | 笹木信作   | 清水一伸 | 飯飼一幸                         | 小池智史                      | スタジオガッツ               | VOL.1   |
| 4月28日       | 107-B | 冬樹&夏美 姉弟大戦争! であります                          | 山口宏       | 笹木信作   | 清水一伸 | 飯飼一幸                         | 小池智史                      | スタジオガッツ               | VOL.1   |
| 5月5日        | 108-A | タママ 独占!オトナの時間 であります                       | 北嶋博明     | 阿宮正和   | 阿宮正和 | しんぼたくろう 高瀬健一          | 小池智史                      |                              | VOL.2   |
| 5月5日        | 108-B | 冬樹&桃華 ドクタークルルの島 であります                   | 北嶋博明     | 阿宮正和   | 阿宮正和 | しんぼたくろう 高瀬健一          | 小池智史                      |                              | VOL.2   |
| 5月12日       | 109-A | ●ケロロ ママ殿癒し系大作戦 であります                     | 横谷昌宏     | 井内秀治   | 横田和善 | 山崎輝彦 石井ゆみこ              | 小池智史                      | 遊歩堂                       | VOL.2   |
| 5月12日       | 109-B | ドロロ 沈黙の暴走銀河特急 であります                      | 横谷昌宏     | 井内秀治   | 横田和善 | 山崎輝彦 石井ゆみこ              | 小池智史                      | 遊歩堂                       | VOL.2   |
| 5月19日       | 110-A | ●ケロロ すこしふしぎな特効薬 であります                   | 横手美智子   | 北村真咲   | 北村真咲 | 糸島雅彦 中山初絵                | 小池智史                      |                              | VOL.2   |
| 5月19日       | 110-B | ケロロ すべての道はスターフルーツへ続く! であります       | 横手美智子   | 北村真咲   | 北村真咲 | 糸島雅彦 中山初絵                | 小池智史                      |                              | VOL.2   |
| 5月26日       | 111-A | 小雪 忍流パジャマパーティー であります                    | 下山健人     | 誌村宏明   | 関田修   | 杉藤早百合 福島豊明              | 小池智史                      | ドリーム・フォース           | VOL.2   |
| 5月26日       | 111-B | 夏美 ドッキリ家庭訪問! であります                         | 下山健人     | 誌村宏明   | 関田修   | 杉藤早百合 福島豊明              | 小池智史                      | ドリーム・フォース           | VOL.2   |
| 6月2日        | 112   | ●クルル&サブロー 出会いはお絵かきガチンコ勝負! であります | 北嶋博明     | 菱田正和   | 菱田正和 | 石井ゆみこ 佐藤天昭              | 小池智史                      | STMATS                       | VOL.3   |
| 6月9日        | 113-A | ●ケロロ 戦え僕らのウェットルキング であります             | 山口宏       | 戸部敦夫   | 徳本善信 | 松下浩美 糸島雅彦                | 小池智史                      |                              | VOL.3   |
| 6月9日        | 113-B | 夏美 帰ってきたウェットルキング であります                | 山口宏       | 戸部敦夫   | 徳本善信 | 松下浩美 糸島雅彦                | 小池智史                      |                              | VOL.3   |
| 6月16日       | 114-A | ギロロ あだ討ちするはわれにあり! であります               | 笠原邦暁     | 石平信司   | 清水一伸 | 飯飼一幸                         | 小池智史                      | スタジオガッツ               | VOL.3   |
| 6月16日       | 114-B | ケロロ またまたまたダソヌ☆マソ? であります                | 笠原邦暁     | 石平信司   | 清水一伸 | 飯飼一幸                         | 小池智史                      | スタジオガッツ               | VOL.3   |
| 6月23日       | 115-A | ケロロ ニョロロ対メカニョロロ であります                  | アベユーイチ | 米田和博   | 米田和博 | しんぼたくろう 高瀬健一          | 小池智史                      |                              | VOL.3   |
| 6月23日       | 115-B | ケロロ ニョボと共に去りぬ であります                      | アベユーイチ | 米田和博   | 米田和博 | しんぼたくろう 高瀬健一          | 小池智史                      |                              | VOL.3   |
| 6月30日       | 116-A | ●ケロロ ピカフロをねらえ! であります                      | 池田眞美子   | 海原空母   | 岡崎幸男 | 武内啓                           | 小池智史                      | プラム                       | VOL.4   |
| 6月30日       | 116-B | モア おじさま日記 であります                              | 池田眞美子   | 海原空母   | 岡崎幸男 | 武内啓                           | 小池智史                      | プラム                       | VOL.4   |
| 7月7日        | 117-A | ケロロ 七夕に願いを! であります                           | 横谷昌宏     | 井内秀治   | 阿宮正和 | 中山初絵 糸島雅彦                | 小池智史                      |                              | VOL.4   |
| 7月7日        | 117-B | ケロロ 復活!怪傑ドーパミン であります                     | 横谷昌宏     | 井内秀治   | 阿宮正和 | 中山初絵 糸島雅彦                | 小池智史                      |                              | VOL.4   |
| 7月14日       | 118-A | 幽霊ちゃん 学校へ行こう であります                        | 山口宏       | 笹木信作   | 横田和善 | 石井ゆみこ 山崎輝彦              | 小池智史                      | 遊歩堂                       | VOL.4   |
| 7月14日       | 118-B | クルル カレーの曹長さま であります                        | 山口宏       | 笹木信作   | 横田和善 | 石井ゆみこ 山崎輝彦              | 小池智史                      | 遊歩堂                       | VOL.4   |
| 7月21日       | 119-A | ギロロ 壮絶!夏合宿 であります                             | 下山健人     | 笹木信作   | 徳本善信 | 満仲勧 松下浩美                  | 小池智史                      |                              | VOL.4   |
| 7月21日       | 119-B | ケロロ 土曜の丑の日をつかまえろ! であります               | 下山健人     | 笹木信作   | 徳本善信 | 満仲勧 松下浩美                  | 小池智史                      |                              | VOL.4   |
| 7月28日       | 120-A | ケロロ 土井中海岸リターンズ であります                    | 下山健人     | 石平信司   | 清水一伸 | 飯飼一幸                         | 小池智史                      | スタジオガッツ               | VOL.5   |
| 7月28日       | 120-B | 桃華 ひと夏の経験 であります                              | 下山健人     | 石平信司   | 清水一伸 | 飯飼一幸                         | 小池智史                      | スタジオガッツ               | VOL.5   |
| 8月4日        | 121   | ドロロ くの一カララ シュシュッと参上! であります          | 北嶋博明     | 北村真咲   | 北村真咲 | しんぼたくろう 高瀬健一          | 小池智史                      |                              | VOL.5   |
| 8月11日       | 122-A | クルル 呪いのDVD であります                               | 笠原邦暁     | 菱田正和   | 菱田正和 | 石井ゆみこ                       | 小池智史                      | STMATS                       | VOL.5   |
| 8月11日       | 122-B | ●夏美 何がなんでも禁止よ! であります                      | 笠原邦暁     | 菱田正和   | 菱田正和 | 石井ゆみこ                       | 小池智史                      | STMATS                       | VOL.5   |
| 8月18日       | 123-A | 日向家 里帰り であります                                  | 横谷昌宏     | 笹木信作   | 関田修   | 福島豊明 杉藤早百合              | 小池智史                      | ドリーム・フォース           | VOL.5   |
| 8月18日       | 123-B | タママ とカメ であります                                  | 横谷昌宏     | 笹木信作   | 関田修   | 福島豊明 杉藤早百合              | 小池智史                      | ドリーム・フォース           | VOL.5   |
| 8月25日       | 124   | ケロロ 夏の宝物 であります                                | 横谷昌宏     | 井内秀治   | 横田和善 | 山崎輝彦 若野哲也                | 小池智史                      | 遊歩堂                       | VOL.6   |
| 9月1日        | 125-A | ケロロ 仁義なき回転寿司! であります                       | 北嶋博明     | 北村真咲   | 北村真咲 | 中山初絵 松下浩美                | 小池智史                      |                              | VOL.6   |
| 9月1日        | 125-B | ケロロ 恐怖のザ・モスキートであります                     | 北嶋博明     | 北村真咲   | 北村真咲 | 中山初絵 松下浩美                | 小池智史                      |                              | VOL.6   |
| 9月8日        | 126   | ケロロ&夏美 勇者はどっちだ?! であります                   | 山口宏       | 米田和博   | 米田和博 | しんぼたくろう 高瀬健一          | 小池智史                      |                              | VOL.6   |
| 9月15日       | 127-A | ケロロ こっそり月旅行 であります                          | 下山健人     | 石平信司   | 清水一伸 | 飯飼一幸                         | 小池智史                      | スタジオガッツ               | VOL.6   |
| 9月15日       | 127-B | ●ギロロ 台風侵略作戦決行! であります                      | 下山健人     | 石平信司   | 清水一伸 | 飯飼一幸                         | 小池智史                      | スタジオガッツ               | VOL.6   |
| 9月22日       | 128   | ケロロ 最後は本気で神頼み? であります                     | 池田眞美子   | 喜多幡徹   | 関田修   | 福島豊明 竹内昭 竹田欣弘         | 小池智史                      | ドリーム・フォース           | VOL.7   |
| 9月29日       | 129   | キルル 破滅の使者 であります                              | 横谷昌宏     | 近藤信宏   | 徳本善信 | 満仲勧 糸島雅彦                  | 小池智史                      |                              | VOL.7   |
| 10月6日       | 130-A | ケロロ小隊 全員再起動! であります                         | 山口宏       | 北村真咲   | 北村真咲 | しんぼたくろう 高瀬健一          | 小池智史                      |                              | VOL.7   |
| 10月6日       | 130-B | ガルル小隊 かく戦えり であります                          | 山口宏       | 北村真咲   | 北村真咲 | しんぼたくろう 高瀬健一          | 小池智史                      |                              | VOL.7   |
| 10月13日      | 131-A | ギロロ 秘密の休日 であります                              | 笠原邦暁     | 鵜飼ゆうき | 横田和善 | 浦和文子 若野哲也                | 小池智史                      | 遊歩堂                       | VOL.7   |
| 10月13日      | 131-B | 梅雄 運動会を支配せよ であります                          | 笠原邦暁     | 鵜飼ゆうき | 横田和善 | 浦和文子 若野哲也                | 小池智史                      | 遊歩堂                       | VOL.7   |
| 10月20日      | 132-A | ●ドロロ キッカケが大事! であります                        | 笠原邦暁     | 菱田正和   | 菱田正和 | 石井ゆみこ                       | 小池智史                      | STMATS                       | VOL.8   |
| 10月20日      | 132-B | 夏美 私の青い鳥 であります                                | 笠原邦暁     | 菱田正和   | 菱田正和 | 石井ゆみこ                       | 小池智史                      | STMATS                       | VOL.8   |
| 10月27日      | 133   | ●アリサ 闇の狩人 ハロウィン大騒動! であります             | 北嶋博明     | 阿宮正和   | 阿宮正和 | 満仲勧 竹知仁美 松下浩美         | 小池智史                      |                              | VOL.8   |
| 11月3日       | 134-A | ケロロ 風邪をひいたらアフレコだ!? であります              | 山口宏       | 井内秀治   | 岡崎幸男 | 桑原幹根 早乙女啓                | 小池智史                      | プラム                       | VOL.8   |
| 11月3日       | 134-B | 冬樹&クルル 秋葉原を行く であります                       | 山口宏       | 井内秀治   | 岡崎幸男 | 桑原幹根 早乙女啓                | 小池智史                      | プラム                       | VOL.8   |
| 11月10日      | 135-A | カララ&チロロ 七五三に753さん! であります                 | 北嶋博明     | 鵜飼ゆうき | 徳本善信 | しんぼたくろう 高瀬健一          | 小池智史                      |                              | VOL.8   |
| 11月10日      | 135-B | ケロロ たかが1粒されど1粒 であります                      | 北嶋博明     | 鵜飼ゆうき | 徳本善信 | しんぼたくろう 高瀬健一          | 小池智史                      |                              | VOL.8   |
| 11月17日      | 136-A | 秋 温泉で大合戦! であります                               | 下山健人     | 石平信司   | 清水一伸 | 飯飼一幸                         | 小池智史                      | スタジオガッツ               | VOL.9   |
| 11月17日      | 136-B | ●ケロロ それいけ!ケロロパン であります                    | 下山健人     | 石平信司   | 清水一伸 | 飯飼一幸                         | 小池智史                      | スタジオガッツ               | VOL.9   |
| 11月24日      | 137-A | ケロロ ただいま!と言うまでが遠足だ! であります            | 下山健人     | 米田和博   | 米田和博 | 竹知仁美 しんぼたくろう 高瀬健一 | 小池智史                      |                              | VOL.9   |
| 11月24日      | 137-B | ケロロ 愛と悲しみのスキヤキ であります                    | 下山健人     | 米田和博   | 米田和博 | 竹知仁美 しんぼたくろう 高瀬健一 | 小池智史                      |                              | VOL.9   |
| 12月1日       | 138-A | ケロロ ケロロショー であります                            | アベユーイチ | 誌村宏明   | 久保太郎 | 定井秀樹                         | 小池智史                      | ヘバラキ                     | VOL.9   |
| 12月1日       | 138-B | 冬樹&散世 KGS再び であります                              | アベユーイチ | 誌村宏明   | 久保太郎 | 定井秀樹                         | 小池智史                      | ヘバラキ                     | VOL.9   |
| 12月8日       | 139   | 556 奥東京市は男の戦場 であります                         | 笠原邦暁     | 石平信司   | 清水一伸 | 飯飼一幸                         | 小池智史                      | スタジオガッツ               | VOL.9   |
| 12月15日      | 140-A | ケロロ小隊 年末調整大作戦 であります                      | 山口宏       | 井内秀治   | 福本潔   | 石井ゆみこ                       | 小池智史                      | STMATS                       | VOL.10  |
| 12月15日      | 140-B | ケロロ ある男の戦い であります                            | 山口宏       | 井内秀治   | 福本潔   | 石井ゆみこ                       | 小池智史                      | STMATS                       | VOL.10  |
| 12月22日      | 141   | ケロロ 奥東京氷河期 アリサが来た! であります              | 北嶋博明     | 北村真咲   | 北村真咲 | しんぼたくろう 高瀬健一          | 小池智史                      |                              | VOL.10  |
| 2007年 1月5日 | 142-A | ●ケロロ お正月を返して! であります                        | 下山健人     | 福本潔     | 関田修   | 小林ゆかり 福島豊明              | 小池智史                      | ドリーム・フォース           | VOL.10  |
| 2007年 1月5日 | 142-B | ギロロ 仕事初めはペコポン侵略! であります                 | 下山健人     | 福本潔     | 関田修   | 小林ゆかり 福島豊明              | 小池智史                      | ドリーム・フォース           | VOL.10  |
| 1月12日       | 143-A | ケロロ 奇跡!? ケロロの父 であります                       | アベユーイチ | 誌村宏明   | 松園公   | 吉田肇 Kim Hyung IL              | 小池智史 満仲勧（作画監修補） | スタジオバベル               | VOL.10  |
| 1月12日       | 143-B | 日向家沈没 であります                                     | アベユーイチ | 誌村宏明   | 松園公   | 吉田肇 Kim Hyung IL              | 小池智史 満仲勧（作画監修補） | スタジオバベル               | VOL.10  |
| 1月19日       | 144   | ケロロ 鉄仮面伝説 謎のデカ耳 であります                   | 池田眞美子   | 鵜飼ゆうき | 徳本善信 | しんぼたくろう 田中宏紀          | 小池智史                      | E-guardian                   | VOL.11  |
| 1月26日       | 145-A | ウレレ 売れっ子侵略者 であります                          | 横谷昌宏     | 石平信司   | 清水一伸 | 飯飼一幸                         | 小池智史                      | スタジオガッツ               | VOL.11  |
| 1月26日       | 145-B | ケロロ そしてやっぱり誰もいなくなった であります          | 横谷昌宏     | 石平信司   | 清水一伸 | 飯飼一幸                         | 小池智史                      | スタジオガッツ               | VOL.11  |
| 2月2日        | 146   | 冥 おぼえていますか? であります                           | 山口宏       | 阿宮正和   | 阿宮正和 | しんぼたくろう 高瀬健一          | 小池智史                      |                              | VOL.11  |
| 2月9日        | 147-A | ポール 執事の一分 であります                              | 笠原邦暁     | 井内秀治   | 福本潔   | 森本由布希                       | 小池智史                      | スタジオ キャッツ STMATS     | VOL.11  |
| 2月9日        | 147-B | ギロロ くれたのは誰? であります                           | 笠原邦暁     | 井内秀治   | 福本潔   | 森本由布希                       | 小池智史                      | スタジオ キャッツ STMATS     | VOL.11  |
| 2月16日       | 148-A | 小雪 時代劇ワンダーランド! であります                     | アベユーイチ | 石平信司   | 高山秀樹 | 御堂翔流                         | 小池智史                      | ヘバラキ                     | VOL.12  |
| 2月16日       | 148-B | ケロロ チュー兵衛様に飛びつこう! であります               | アベユーイチ | 石平信司   | 高山秀樹 | 御堂翔流                         | 小池智史                      | ヘバラキ                     | VOL.12  |
| 2月23日       | 149   | ●アリサ エイリアン対モンスター であります                 | 北嶋博明     | 北村真咲   | 北村真咲 | 昆進之介 栗井重紀 斎藤新明       | 小池智史                      | E-guardian 渡辺浩成 百瀬俊彦 | VOL.12  |
| 3月2日        | 150   | ギロロ 旅立ちのとき であります                            | 下山健人     | 井内秀治   | 関田修   | 森中正春                         | 小池智史                      | ドリーム・フォース           | VOL.12  |
| 3月9日        | 151-A | 散世 ホワイトデーをチェック! であります                   | 笠原邦暁     | 誌村宏明   | 阿宮正和 | しんぼたくろう 高瀬健一          | 小池智史                      |                              | VOL.12  |
| 3月9日        | 151-B | ●冬樹 ご利用は計画的に であります                         | 笠原邦暁     | 誌村宏明   | 阿宮正和 | しんぼたくろう 高瀬健一          | 小池智史                      |                              | VOL.12  |
| 3月16日       | 152   | ケロロ 出没!アド星ック天国 であります                     | 北嶋博明     | 米田和博   | 福本潔   | 石井ゆみこ                       | 小池智史                      | STMATS                       | VOL.13  |
| 3月23日       | 153   | ケロロ ケロケロ作戦 第100号 であります                    | 横谷昌宏     | 石平信司   | 清水一伸 | 飯飼一幸                         | 小池智史                      | スタジオガッツ               | VOL.13  |
| 3月30日       | 154   | ケロロ さらばケロロ軍曹 であります                        | 横谷昌宏     | 近藤信宏   | 徳本善信 | 小池智史                         |                               |                              | VOL.13  |

※2006年12月29日は年末年始により放送休止

## 4thシーズン (2007年 - 2008年) (全51回)
| 放送日        | 話数   | サブタイトル                                | 脚本       | 絵コンテ                | 演出              | 作画監督                            | 作画監修 | 制作協力                | 収録DVD |
| ------------- | ------ | ------------------------------------------- | ---------- | ----------------------- | ----------------- | ----------------------------------- | -------- | ----------------------- | ------- |
| 2007年 4月7日 | 155-A  | ケロロ小隊 絶好調! であります               | 横谷昌宏   | 米田和博                | 米田和博          | 松下浩美(スタジオびゅうん) 浦上貴之 | 小池智史 |                         | VOL.1   |
| 2007年 4月7日 | 155-B  | ケロロ小隊 大共鳴! であります               | 横谷昌宏   | 米田和博                | 米田和博          | 松下浩美(スタジオびゅうん) 浦上貴之 | 小池智史 |                         | VOL.1   |
| 4月14日       | 156-A  | ケロロ 合体!ケロロロボ であります           | 北嶋博明   | 誌村宏明 井内秀治       | 福本潔            | 森本由布希                          | 小池智史 | スタジオキャッツ        | VOL.1   |
| 4月14日       | 156-B  | ●ケロロ 侵略!桜最前線 であります            | 北嶋博明   | 誌村宏明 井内秀治       | 福本潔            | 森本由布希                          | 小池智史 | スタジオキャッツ        | VOL.1   |
| 4月21日       | 157-A  | プルル 看護長におまかせ! であります         | 下山健人   | 誌村宏明 井内秀治       | 吉村章            | しんぼたくろう 高瀬健一             | 小池智史 |                         | VOL.1   |
| 4月21日       | 157-B  | 夏美 今日の占い であります                  | 下山健人   | 誌村宏明 井内秀治       | 吉村章            | しんぼたくろう 高瀬健一             | 小池智史 |                         | VOL.1   |
| 4月28日       | 158-A  | ケロロ 過去の栄光 であります                | 横谷昌宏   | 阿宮正和                | 阿宮正和          | 竹知仁美 糸島雅彦                   | 小池智史 |                         | VOL.1   |
| 4月28日       | 158-B  | ギロロ 禁断の記憶 であります                | 横谷昌宏   | 阿宮正和                | 阿宮正和          | 竹知仁美 糸島雅彦                   | 小池智史 |                         | VOL.1   |
| 5月5日        | 159-A  | ケロロ 白熱!カードバトル であります         | 北嶋博明   | 北村真咲                | 北村真咲          | 糸島雅彦                            | 小池智史 |                         | VOL.2   |
| 5月5日        | 159-B  | ケロロ 狙われた小隊 であります              | 北嶋博明   | 北村真咲                | 北村真咲          | 糸島雅彦                            | 小池智史 |                         | VOL.2   |
| 5月12日       | 160    | ●桃華 最強の母の日 であります               | 笠原邦暁   | 石平信司                | 清水一伸          | 飯飼一幸                            | 小池智史 | スタジオガッツ          | VOL.2   |
| 5月19日       | 161    | プタタ&メケケ 必殺 お仕事人 であります      | 北嶋博明   | まつぞのひろし          | 徳本善信          | しんぼたくろう 高瀬健一             | 小池智史 |                         | VOL.2   |
| 5月26日       | 162    | ちびケロ あのころジョリリ であります        | 池田眞美子 | 福本潔                  | 福本潔            | 石井ゆみこ                          | 小池智史 | STMATS                  | VOL.2   |
| 6月2日        | 163-A  | 夏美 さよならサブロー であります            | 横谷昌宏   | 井内秀治                | 玉田博            | 小林ゆかり 福嶋豊明                 | 小池智史 | ドリーム・フォース      | VOL.3   |
| 6月2日        | 163-B  | 冬樹&アリサ 雨の怪物 であります             | 横谷昌宏   | 井内秀治                | 玉田博            | 小林ゆかり 福嶋豊明                 | 小池智史 | ドリーム・フォース      | VOL.3   |
| 6月9日        | 164-A  | ケロロ ニョロロ滅亡? であります             | 竹内利光   | 誌村宏明                | 吉村章            | 小池智史 松下浩美                   | 小池智史 |                         | VOL.3   |
| 6月9日        | 164-B  | ラビー お嫁に行きます! であります           | 竹内利光   | 誌村宏明                | 吉村章            | 小池智史 松下浩美                   | 小池智史 |                         | VOL.3   |
| 6月16日       | 165-A  | クルル 臨時隊長 であります                  | 下山健人   | 五十嵐達矢              | 徳本善信          | 中山初絵 竹知仁美                   | 小池智史 |                         | VOL.3   |
| 6月16日       | 165-B  | 小雪 普通猛特訓 であります                  | 下山健人   | 五十嵐達矢              | 徳本善信          | 中山初絵 竹知仁美                   | 小池智史 |                         | VOL.3   |
| 6月23日       | 166-A  | ケロロ くだけ!ウェットルロボ であります     | 山口宏     | 戸部敦夫                | 三好正人          | しんぼたくろう 高瀬健一             | 小池智史 |                         | VOL.3   |
| 6月23日       | 166-B  | ケロロ 突撃!ウェットルヒューマン であります | 山口宏     | 戸部敦夫                | 三好正人          | しんぼたくろう 高瀬健一             | 小池智史 |                         | VOL.3   |
| 6月30日       | 167-A  | 556 カップメンの作り方 であります           | 笠原邦暁   | 石平信司                | 清水一伸          | 飯飼一幸                            | 小池智史 | スタジオガッツ          | VOL.4   |
| 6月30日       | 167-B  | ケロロ 攻略!クロスワード であります         | 笠原邦暁   | 石平信司                | 清水一伸          | 飯飼一幸                            | 小池智史 | スタジオガッツ          | VOL.4   |
| 7月7日        | 168-A  | ケロロ 期間限定大侵略 であります            | 竹内利光   | 阿宮正和                | 阿宮正和          | 糸島雅彦                            | 小池智史 |                         | VOL.4   |
| 7月7日        | 168-B  | 桃華 七夕限定の私 であります                | 竹内利光   | 阿宮正和                | 阿宮正和          | 糸島雅彦                            | 小池智史 |                         | VOL.4   |
| 7月14日       | 169-A  | ウレレ 電車の王様 であります                | 北嶋博明   | 誌村宏明                | 福本潔            | 武内啓 柳瀬譲二                     | 小池智史 | スタジオキャッツ STMATS | VOL.4   |
| 7月14日       | 169-B  | ギロロ 美少女と液体ケロン人 であります      | 北嶋博明   | 誌村宏明                | 福本潔            | 武内啓 柳瀬譲二                     | 小池智史 | スタジオキャッツ STMATS | VOL.4   |
| 7月21日       | 170-A  | 冬樹&ケロロ あばけ!七不思議 であります      | 横谷昌宏   | 井内秀治                | 下田久人          | くらさき哲 竹知仁美                 | 小池智史 |                         | VOL.4   |
| 7月21日       | 170-B  | プルル&散世 秘密の友だち であります         | 横谷昌宏   | 井内秀治                | 下田久人          | くらさき哲 竹知仁美                 | 小池智史 |                         | VOL.4   |
| 7月28日       | 171-A  | タママ 理由なき反抗 であります              | 下山健人   | 北村真咲                | 玉田博            | 福島豊明 小林ゆかり                 | 小池智史 | ドリーム・フォース      | VOL.5   |
| 7月28日       | 171-B  | クルル と お留守番? であります              | 下山健人   | 北村真咲                | 玉田博            | 福島豊明 小林ゆかり                 | 小池智史 | ドリーム・フォース      | VOL.5   |
| 8月4日        | 172    | アリサ&冬樹 UMA対ダンガル! であります       | 竹内利光   | 焼津半次                | 吉村章            | しんぼたくろう 高瀬健一             | 小池智史 |                         | VOL.5   |
| 8月11日       | 173    | ●ケロロ ヤマトとカプー でありんす           | 山口宏     | 石平信司                | 清水一伸          | 飯飼一幸                            | 小池智史 | スタジオガッツ          | VOL.5   |
| 8月18日       | 174-A  | ケロロ ブッチャ毛、アフロで音頭? であります | 笠原邦暁   | 福本潔                  | 福本潔            | 石井ゆみこ                          | 小池智史 | STMATS                  | VOL.5   |
| 8月18日       | 174-B  | ドロロ 不思議の山 であります                | 笠原邦暁   | 福本潔                  | 福本潔            | 石井ゆみこ                          | 小池智史 | STMATS                  | VOL.5   |
| 8月25日       | 175-A  | ●ケロロ 飛び込め!ビニールプール であります  | 米田和博   | 米田和博                | 米田和博          | くらさき哲 糸島雅彦                 | 小池智史 |                         | VOL.6   |
| 8月25日       | 175-B  | ●冬樹&夏美 新しい朝がきた であります        | 米田和博   | 米田和博                | 米田和博          | くらさき哲 糸島雅彦                 | 小池智史 |                         | VOL.6   |
| 9月1日        | 176    | ちびケロ さらば夏休み! であります           | 池田眞美子 | 井内秀治                | 阿宮正和          | しんぼたくろう 高瀬健一             | 小池智史 |                         | VOL.6   |
| 9月8日        | 177-A  | ドクク ガスケロン人第1号 であります         | 北嶋博明   | 誌村宏明                | 大西景介          | 飯飼一幸                            | 小池智史 | スタジオガッツ          | VOL.6   |
| 9月8日        | 177-B  | ケロロ ペコポン一のガンプラ男 であります    | 北嶋博明   | 誌村宏明                | 大西景介          | 飯飼一幸                            | 小池智史 | スタジオガッツ          | VOL.6   |
| 9月15日       | 178    | ●桃華 ゴースト 日向家の幻 であります        | 山口宏     | 喜多幡徹                | 下田久人          | 糸島雅彦 竹知仁美                   | 小池智史 |                         | VOL.6   |
| 9月22日       | 179-A  | ケロロ 出馬する! であります                 | 横谷昌宏   | 石平信司                | 清水一伸          | 飯飼一幸                            | 小池智史 | スタジオガッツ          | VOL.7   |
| 9月22日       | 179-B  | 夏美&ギロロ 帰れない二人 であります         | 横谷昌宏   | 石平信司                | 清水一伸          | 飯飼一幸                            | 小池智史 | スタジオガッツ          | VOL.7   |
| 9月29日       | 180    | ケロロ 争奪大戦争 であります                | 下山健人   | 徳本善信                | 徳本善信          | 松下浩美 くらさき哲                 | 小池智史 |                         | VOL.7   |
| 10月6日       | 181-A  | ムシシ 虫の居所を探せ! であります           | 笠原邦暁   | 笹木信作                | 吉村章            | しんぼたくろう 高瀬健一             | 小池智史 |                         | VOL.7   |
| 10月6日       | 181-B  | 桃華 争奪!二人三脚 であります               | 笠原邦暁   | 笹木信作                | 吉村章            | しんぼたくろう 高瀬健一             | 小池智史 |                         | VOL.7   |
| 10月13日      | 182-A  | ケロロ 埋蔵金スペシャル であります          | 竹内利光   | 福本潔                  | 福本潔            | 武内啓                              | 小池智史 | スタジオキャッツ STMATS | VOL.7   |
| 10月13日      | 182-B  | タママ 対タママ であります                  | 竹内利光   | 福本潔                  | 福本潔            | 武内啓                              | 小池智史 | スタジオキャッツ STMATS | VOL.7   |
| 10月20日      | 183    | ●ガルル はた迷惑なバケーション であります   | 下山健人   | まつぞのひろし          | 大西景介          | 飯飼一幸                            | 小池智史 | スタジオガッツ          | VOL.8   |
| 10月27日      | 184-A  | 冬樹 オカルト文化祭 であります              | 山口宏     | 誌村宏明                | 阿宮正和          | しんぼたくろう 高瀬健一             | 小池智史 |                         | VOL.8   |
| 10月27日      | 184-B  | 夏美 ロミオとジュリエット? であります       | 山口宏     | 誌村宏明                | 阿宮正和          | しんぼたくろう 高瀬健一             | 小池智史 |                         | VOL.8   |
| 11月3日       | 185-A  | ロボボ 機械化大作戦 であります              | 北嶋博明   | 米田和博                | 米田和博          | 糸島雅彦                            | 小池智史 |                         | VOL.8   |
| 11月3日       | 185-B  | タママ ノートですぅ であります              | 北嶋博明   | 米田和博                | 米田和博          | 糸島雅彦                            | 小池智史 |                         | VOL.8   |
| 11月10日      | 186    | アリサ VS 妖怪侵略が進まない であります     | 竹内利光   | 三好正人                | 三好正人          | 竹知仁美 松下浩美                   | 小池智史 |                         | VOL.8   |
| 11月17日      | 187-A  | ケロロ 勤労を感謝せよ であります            | 下山健人   | 石平信司                | 清水一伸          | 飯飼一幸                            | 小池智史 | スタジオガッツ          | VOL.9   |
| 11月17日      | 187-B  | ケロロ 戦え! ワキレンジャー であります      | 下山健人   | 石平信司                | 清水一伸          | 飯飼一幸                            | 小池智史 | スタジオガッツ          | VOL.9   |
| 11月24日      | 188    | ヌイイ ボクを捨てないで! であります         | 北嶋博明   | 福本潔                  | 福本潔            | 石井ゆみこ                          | 小池智史 | STMATS                  | VOL.9   |
| 12月1日       | 189    | ドロロ 過去からの刺客 であります            | 山口宏     | 井内秀治                | 玉田博            | 竹内昭 小林ゆかり                   | 小池智史 | ドリームフォース        | VOL.9   |
| 12月8日       | 190-A  | ギロロ 目標! プレゼント! であります         | 下山健人   | 石平信司                | 大西景介          | 飯飼一幸                            | 小池智史 | スタジオガッツ          | VOL.9   |
| 12月8日       | 190-B  | ケロロ 誕生日大パーティー であります        | 下山健人   | 石平信司                | 大西景介          | 飯飼一幸                            | 小池智史 | スタジオガッツ          | VOL.9   |
| 12月15日      | 191-A  | ●ケロロ あいつとララバイ伝説 であります     | 山口宏     | 誌村宏明                | 下田久人          | しんぼたくろう 高瀬健一             | 小池智史 |                         | VOL.10  |
| 12月15日      | 191-B  | ケロロ プラモ王大決戦! であります           | 山口宏     | 誌村宏明                | 下田久人          | しんぼたくろう 高瀬健一             | 小池智史 |                         | VOL.10  |
| 12月22日      | 192-A  | ケロロ クリスマスを防止せよ! であります     | 笠原邦暁   | 笹木信作                | 久城りおん        | 大坪幸麿                            | 小池智史 | AIC PLUS+               | VOL.10  |
| 12月22日      | 192-B  | ケロロ小隊 ケーキは男の戦場だ! であります   | 笠原邦暁   | 笹木信作                | 久城りおん        | 大坪幸麿                            | 小池智史 | AIC PLUS+               | VOL.10  |
| 2008年 1月5日 | 193-A  | ケロロ 仁義なき初詣 であります              | 北嶋博明   | 徳本善信                | 徳本善信          | 錦見楽 石井ゆみこ                   | 小池智史 |                         | VOL.10  |
| 2008年 1月5日 | 193-B  | ケロロ セチラ 対 ゾニラ であります          | 北嶋博明   | 徳本善信                | 徳本善信          | 錦見楽 石井ゆみこ                   | 小池智史 |                         | VOL.10  |
| 1月12日       | 194-A  | トイレ 今、立ち上がるとき! であります       | 下山健人   | 石平信司                | 清水一伸          | 飯飼一幸                            | 小池智史 | スタジオガッツ          | VOL.10  |
| 1月12日       | 194-B  | クルル と子犬 であります                    | 下山健人   | 石平信司                | 清水一伸          | 飯飼一幸                            | 小池智史 | スタジオガッツ          | VOL.10  |
| 1月19日       | 195-A  | ●夏美 私もスキーに連れてって! であります    | 笠原邦暁   | 笹木信作                | 吉村章            | しんぼたくろう 高瀬健一             | 小池智史 |                         | VOL.11  |
| 1月19日       | 195-B  | ケロロ 温泉っつうたら卓球だ! であります     | 笠原邦暁   | 笹木信作                | 吉村章            | しんぼたくろう 高瀬健一             | 小池智史 |                         | VOL.11  |
| 1月26日       | 196全  | 帰ってきたゲロゲロ30分 であります           | 横谷昌宏   | 福本潔                  | 福本潔            | 石井ゆみこ 森本由布希               | 小池智史 | スタジオキャッツ STMATS | VOL.11  |
| 1月26日       | 196-1  | ケロロ小隊 第196回定例作戦会議              | 横谷昌宏   | 福本潔                  | 福本潔            | 石井ゆみこ 森本由布希               | 小池智史 | スタジオキャッツ STMATS | VOL.11  |
| 1月26日       | 196-2  | ケロロ こたつで侵略 であります              | 横谷昌宏   | 福本潔                  | 福本潔            | 石井ゆみこ 森本由布希               | 小池智史 | スタジオキャッツ STMATS | VOL.11  |
| 1月26日       | 196-3  | ケロロ☆ ラーメンで侵略 であります           | 横谷昌宏   | 福本潔                  | 福本潔            | 石井ゆみこ 森本由布希               | 小池智史 | スタジオキャッツ STMATS | VOL.11  |
| 1月26日       | 196-4  | ケロロ小隊 第197回定例作戦会議              | 横谷昌宏   | 福本潔                  | 福本潔            | 石井ゆみこ 森本由布希               | 小池智史 | スタジオキャッツ STMATS | VOL.11  |
| 1月26日       | 196-5  | 冬樹 なぞの埋蔵金 であります                | 横谷昌宏   | 福本潔                  | 福本潔            | 石井ゆみこ 森本由布希               | 小池智史 | スタジオキャッツ STMATS | VOL.11  |
| 1月26日       | 196-6  | すもも 帰ってきたアイドル♥ であります       | 横谷昌宏   | 福本潔                  | 福本潔            | 石井ゆみこ 森本由布希               | 小池智史 | スタジオキャッツ STMATS | VOL.11  |
| 1月26日       | 196-7  | ケロロ小隊 第201回定例作戦会議              | 横谷昌宏   | 福本潔                  | 福本潔            | 石井ゆみこ 森本由布希               | 小池智史 | スタジオキャッツ STMATS | VOL.11  |
| 1月26日       | 196-8  | ギロロ 午前0時のシンデレラ であります       | 横谷昌宏   | 福本潔                  | 福本潔            | 石井ゆみこ 森本由布希               | 小池智史 | スタジオキャッツ STMATS | VOL.11  |
| 1月26日       | 196-9  | ケロロ 改名 であります                      | 横谷昌宏   | 福本潔                  | 福本潔            | 石井ゆみこ 森本由布希               | 小池智史 | スタジオキャッツ STMATS | VOL.11  |
| 1月26日       | 196-10 | ケロロ小隊 第287回定例作戦会議              | 横谷昌宏   | 福本潔                  | 福本潔            | 石井ゆみこ 森本由布希               | 小池智史 | スタジオキャッツ STMATS | VOL.11  |
| 1月26日       | 196-11 | 実写版 ケロロ軍曹 であります                | 横谷昌宏   | 福本潔                  | 福本潔            | 石井ゆみこ 森本由布希               | 小池智史 | スタジオキャッツ STMATS | VOL.11  |
| 1月26日       | 196-12 | 日向家 戦闘準備完了 であります              | 横谷昌宏   | 福本潔                  | 福本潔            | 石井ゆみこ 森本由布希               | 小池智史 | スタジオキャッツ STMATS | VOL.11  |
| 1月26日       | 196-13 | （サブタイトルなし・8本目の続き）           | 横谷昌宏   | 福本潔                  | 福本潔            | 石井ゆみこ 森本由布希               | 小池智史 | スタジオキャッツ STMATS | VOL.11  |
| 2月2日        | 197-A  | ゼロロ 増えすぎ? であります                 | 竹内利光   | 鈴木健一 まつぞのひろし | 鈴木健一 下田久人 | 錦見楽                              | 小池智史 |                         | VOL.11  |
| 2月2日        | 197-B  | ケロロ 穴があったら掘りたい! であります     | 竹内利光   | 鈴木健一 まつぞのひろし | 鈴木健一 下田久人 | 錦見楽                              | 小池智史 |                         | VOL.11  |
| 2月9日        | 198-A  | ちびケロ チビチビ大冒険! であります         | 竹内利光   | 鈴木健一 まつぞのひろし | 鈴木健一 下田久人 | 錦見楽                              | 小池智史 |                         | VOL.11  |
| 2月9日        | 198-B  | 夏美&桃華 義理チョコ禁止! であります        | 竹内利光   | 鈴木健一 まつぞのひろし | 鈴木健一 下田久人 | 錦見楽                              | 小池智史 |                         | VOL.11  |
| 2月16日       | 199-A  | クルル クルルンアイドル伝説 であります      | 山口宏     | 石平信司                | 大西景介          | 飯飼一幸                            | 小池智史 | スタジオガッツ          | VOL.12  |
| 2月16日       | 199-B  | ケロロ 初心に帰る! であります               | 山口宏     | 石平信司                | 大西景介          | 飯飼一幸                            | 小池智史 | スタジオガッツ          | VOL.12  |
| 2月23日       | 200    | ケロロ ウルーが来る! であります             | 竹内利光   | 笹木信作                | 則座誠            | 石丸賢一 須田正己                   | 小池智史 | AIC PLUS+               | VOL.12  |
| 3月1日        | 201-A  | ギロロ 3月3日は耳の日? であります           | 下山健人   | 阿宮正和                | 阿宮正和          | しんぼたくろう 高瀬健一             | 小池智史 |                         | VOL.12  |
| 3月1日        | 201-B  | ケロロ じゃなくて女の戦い であります        | 下山健人   | 阿宮正和                | 阿宮正和          | しんぼたくろう 高瀬健一             | 小池智史 |                         | VOL.12  |
| 3月8日        | 202    | ケロロ 激闘!最後のお仕事人 であります       | 北嶋博明   | 米田和博                | 米田和博          | 松下浩美 糸島雅彦                   | 小池智史 |                         | VOL.12  |
| 3月15日       | 203    | ケロロ シュララ最終決戦! であります         | 北嶋博明   | 石平信司                | 清水一伸          | 飯飼一幸                            | 小池智史 | スタジオガッツ          | VOL.13  |
| 3月22日       | 204-A  | ロボ 556 であります                         | 笠原邦暁   | 誌村宏明                | 凛々雅由紀        | 石井ゆみこ                          | 小池智史 | STMATS                  | VOL.13  |
| 3月22日       | 204-B  | ケロロ&夏美 雨宿り であります               | 笠原邦暁   | 誌村宏明                | 凛々雅由紀        | 石井ゆみこ                          | 小池智史 | STMATS                  | VOL.13  |
| 3月29日       | 205    | ケロロ&冬樹 もう一つの世界 であります       | 横谷昌宏   | 近藤信宏                | 吉村章            | 小池智史                            |          |                         | VOL.13  |

※2007年12月29日は年末年始により放送休止

## 5thシーズン (2008年 - 2009年) (全51回)
| 放送日         | 話数  | サブタイトル                                              | 脚本         | 絵コンテ          | 演出              | 作画監督                         | 作画監修 | 制作協力                  | 収録DVD |
| -------------- | ----- | --------------------------------------------------------- | ------------ | ----------------- | ----------------- | -------------------------------- | -------- | ------------------------- | ------- |
| 2008年 4月5日  | 206-A | ケロロ小隊 色々作戦開始! であります                       | 下山健人     | まつぞのひろし    | 徳本善信          | しんぼたくろう 高瀬健一          | 小池智史 |                           | VOL.1   |
| 2008年 4月5日  | 206-B | ドロロ 納豆はお好き? であります                           | 下山健人     | まつぞのひろし    | 徳本善信          | しんぼたくろう 高瀬健一          | 小池智史 |                           | VOL.1   |
| 4月12日        | 207-A | ケロロ 会社を作ろう! であります                           | 池田眞美子   | 大西景介          | 大西景介          | 飯飼一幸                         | 満仲勧   | スタジオガッツ            | VOL.1   |
| 4月12日        | 207-B | 桜華 桜と共に来る であります                              | 池田眞美子   | 大西景介          | 大西景介          | 飯飼一幸                         | 満仲勧   | スタジオガッツ            | VOL.1   |
| 4月19日        | 208-A | ギロロ オトコのバックアップ であります                    | 竹内利光     | 誌村宏明          | 玉田博            | 福島豊明 小林ゆかり              | 竹知仁美 | ドリームフォース          | VOL.1   |
| 4月19日        | 208-B | ケロロ お得な携帯大作戦! であります                       | 竹内利光     | 誌村宏明          | 玉田博            | 福島豊明 小林ゆかり              | 竹知仁美 | ドリームフォース          | VOL.1   |
| 4月26日        | 209   | 小雪 忍び、やめます であります                            | 下山健人     | 下田久人          | 下田久人          | 錦見楽 小池智史                  | 小池智史 |                           | VOL.1   |
| 5月3日         | 210-A | 夏美 困惑の放課後 であります                              | 笠原邦暁     | 福本潔            | 向井正浩          | 森本由布希                       | 小池智史 | スタジオキャッツ STMATS   | VOL.2   |
| 5月3日         | 210-B | 秋 子供の日 であります                                    | 笠原邦暁     | 福本潔            | 向井正浩          | 森本由布希                       | 小池智史 | スタジオキャッツ STMATS   | VOL.2   |
| 5月10日        | 211   | 武者ケロ 壱の巻 伝説の勇者 でござそうろう                 | 横谷昌宏     | 喜多幡徹          | 米田和博          | 糸島雅彦                         |          |                           | VOL.2   |
| 5月17日        | 212-A | ケロロ それだけは見ないで! であります                     | 山口宏       | 石平信司          | 清水一伸          | 飯飼一幸                         | 小池智史 | スタジオガッツ            | VOL.2   |
| 5月17日        | 212-B | 556 VS 宇宙警視 であります                                | 山口宏       | 石平信司          | 清水一伸          | 飯飼一幸                         | 小池智史 | スタジオガッツ            | VOL.2   |
| 5月24日        | 213   | 桃華 明日を取り戻せ! であります                           | 竹内利光     | 笹木信作          | 阿宮正和          | 竹知仁美 松下浩美 只野和子       | 竹知仁美 |                           | VOL.2   |
| 5月31日        | 214-A | クルル やめます であります                                | 下山健人     | 山本裕介          | 京極尚彦          | 石井ゆみこ                       | 小池智史 | ST.MATS                   | VOL.3   |
| 5月31日        | 214-B | プルル 恋する看護兵 であります                            | 下山健人     | 山本裕介          | 京極尚彦          | 石井ゆみこ                       | 小池智史 | ST.MATS                   | VOL.3   |
| 6月7日         | 215-A | ケロロ 8人のウェットルキング であります                   | 北嶋博明     | 戸部敦夫          | 吉村章            | 糸島雅彦                         | 小池智史 |                           | VOL.3   |
| 6月7日         | 215-B | ケロロ ガマ3号ウェット大作戦 であります                   | 北嶋博明     | 戸部敦夫          | 吉村章            | 糸島雅彦                         | 小池智史 |                           | VOL.3   |
| 6月14日        | 216-A | ケロロ 圧縮で侵略? であります                             | 竹内利光     | 石平信司          | 大西景介          | 飯飼一幸                         | 小池智史 | スタジオガッツ            | VOL.3   |
| 6月14日        | 216-B | 冬樹 日向家財宝伝説 であります                            | 竹内利光     | 石平信司          | 大西景介          | 飯飼一幸                         | 小池智史 | スタジオガッツ            | VOL.3   |
| 6月21日        | 217-A | ちびケロ 禁じられた遊び であります                        | 笠原邦暁     | 鈴木健一 笹木信作 | 鈴木健一 下田久人 | しんぼたくろう 高瀬健一          | 小池智史 |                           | VOL.3   |
| 6月21日        | 217-B | ケロロ 恐怖の侵略者 であります                            | 笠原邦暁     | 鈴木健一 笹木信作 | 鈴木健一 下田久人 | しんぼたくろう 高瀬健一          | 小池智史 |                           | VOL.3   |
| 6月28日        | 218-A | ちびケロ 耳をすませば であります                          | 笠原邦暁     | 鈴木健一 笹木信作 | 鈴木健一 下田久人 | しんぼたくろう 高瀬健一          | 小池智史 |                           | VOL.4   |
| 6月28日        | 218-B | ケロロ カリエスウォー2 であります                         | 笠原邦暁     | 鈴木健一 笹木信作 | 鈴木健一 下田久人 | しんぼたくろう 高瀬健一          | 小池智史 |                           | VOL.4   |
| 7月5日         | 219   | 武者ケロ 弐の巻 爆笑!戦国お笑い合戦 でござそうろう        | 横谷昌宏     | 米田和博          | 米田和博 古田丈司 | 松下浩美 糸島雅彦                | 糸島雅彦 |                           | VOL.4   |
| 7月12日        | 220-A | ケロロ 地球温暖化ってなぁに? であります                   | 北嶋博明     | 誌村宏明          | 三好正人          | 森本由布希 石井ゆみこ            | 小池智史 | スタジオ キャッツ ST MATS | VOL.4   |
| 7月12日        | 220-B | サババ 砂漠の魔王 であります                              | 北嶋博明     | 誌村宏明          | 三好正人          | 森本由布希 石井ゆみこ            | 小池智史 | スタジオ キャッツ ST MATS | VOL.4   |
| 7月19日        | 221-A | 桃華 決戦は日曜日 であります                              | 下山健人     | 石平信司          | 清水一伸          | 飯飼一幸                         | 小池智史 | スタジオガッツ            | VOL.4   |
| 7月19日        | 221-B | ギロロ 決戦は日曜日 であります                            | 下山健人     | 石平信司          | 清水一伸          | 飯飼一幸                         | 小池智史 | スタジオガッツ            | VOL.4   |
| 7月26日        | 222-A | ケロロ 雨の日はせんべい釣り! であります                   | アベユーイチ | 阿宮正和          | 阿宮正和          | 竹知仁美 川元まりこ              | 竹知仁美 |                           | VOL.5   |
| 7月26日        | 222-B | ケロロ 思い出と花火 であります                            | アベユーイチ | 阿宮正和          | 阿宮正和          | 竹知仁美 川元まりこ              | 竹知仁美 |                           | VOL.5   |
| 8月2日         | 223-A | 桃華 女だらけの無人島 であります                          | 山口宏       | 藤澤俊幸          | 吉村章            | しんぼたくろう 高瀬健一          | 小池智史 |                           | VOL.5   |
| 8月2日         | 223-B | ケロロ 恐怖の赤い靴作戦 であります                        | 山口宏       | 藤澤俊幸          | 吉村章            | しんぼたくろう 高瀬健一          | 小池智史 |                           | VOL.5   |
| 8月9日         | 224   | ケロロ セレブリゾート捜査網 であります                    | アベユーイチ | まつぞのひろし    | 向井正浩          | 石井ゆみこ                       | 小池智史 | STMATS                    | VOL.5   |
| 8月16日        | 225-A | タママ 美しきダイブ! であります                           | アベユーイチ | 石平信司          | 佐藤まさふみ      | 飯飼一幸                         | 小池智史 | スタジオガッツ            | VOL.5   |
| 8月16日        | 225-B | ケロロ 究極のペコポン人スーツ であります                  | アベユーイチ | 石平信司          | 佐藤まさふみ      | 飯飼一幸                         | 小池智史 | スタジオガッツ            | VOL.5   |
| 8月23日        | 226   | 冬樹 遠い海から来たカメ であります                        | 満仲勧       | 満仲勧            | 満仲勧            | 追崎史敏                         |          |                           | VOL.6   |
| 8月30日        | 227   | ケロロ&夏美 ひとつの部屋 であります                       | 誌村宏明     | 誌村宏明          | 玉田博            | 谷口繁則 小林ゆかり              | 小池智史 | ドリーム・フォース        | VOL.6   |
| 9月6日         | 228-A | メルル 郵便 で〜す! であります                            | 笠原邦暁     | 下田久人          | 下田久人          | 糸島雅彦 しんぼたくろう 高瀬健一 | 小池智史 |                           | VOL.6   |
| 9月6日         | 228-B | ●冬樹 パーキングエリアで一服 であります                   | 笠原邦暁     | 下田久人          | 下田久人          | 糸島雅彦 しんぼたくろう 高瀬健一 | 小池智史 |                           | VOL.6   |
| 9月13日        | 229-A | ケロロ コトバの必殺拳! であります                         | 竹内利光     | 笹木信作          | 京極尚彦          | 森本由布希                       | 小池智史 | スタジオキャッツ          | VOL.6   |
| 9月13日        | 229-B | サブロー&クルル 静かな戦い であります                     | 竹内利光     | 笹木信作          | 京極尚彦          | 森本由布希                       | 小池智史 | スタジオキャッツ          | VOL.6   |
| 9月20日        | 230-A | 桃華 愛の節約作戦 であります                              | 横谷昌宏     | 石平信司          | 清水一伸          | 飯飼一幸                         | 小池智史 | スタジオガッツ            | VOL.7   |
| 9月20日        | 230-B | ゼロロ キカカがやってきた であります                      | 横谷昌宏     | 石平信司          | 清水一伸          | 飯飼一幸                         | 小池智史 | スタジオガッツ            | VOL.7   |
| 9月27日        | 231   | 武者ケロ 参の巻 大爆発!桃姫危機一髪 でござそうろう        | 横谷昌宏     | 米田和博          | 古田丈司          | 糸島雅彦                         |          |                           | VOL.7   |
| 10月4日        | 232-A | ケロロ ボードロボー であります                            | 北嶋博明     | 誌村宏明          | 吉村章            | しんぼたくろう 高瀬健一          | 小池智史 |                           | VOL.7   |
| 10月4日        | 232-B | ケロロ ひ〜ろ〜ず であります                              | 北嶋博明     | 誌村宏明          | 吉村章            | しんぼたくろう 高瀬健一          | 小池智史 |                           | VOL.7   |
| 10月11日       | 233   | 秋 編集者は強し! であります                               | 下山健人     | 笹木信作          | 向井正浩          | 松下浩美 ただのかずこ            | 小池智史 |                           | VOL.7   |
| 10月18日       | 234-A | ケロロ テロップ大作戦 であります                          | 笠原邦暁     | 石平信司          | 佐藤まさふみ      | 飯飼一幸                         | 小池智史 | スタジオガッツ            | VOL.8   |
| 10月18日       | 234-B | ケロロ ハウツー本で侵略 であります                        | 笠原邦暁     | 石平信司          | 佐藤まさふみ      | 飯飼一幸                         | 小池智史 | スタジオガッツ            | VOL.8   |
| 10月25日       | 235   | 冬樹 と首長竜 であります                                  | 竹内利光     | 徳本善信          | 徳本善信          | 竹知仁美 錦見楽                  | 竹知仁美 |                           | VOL.8   |
| 11月1日        | 236-A | ●ケロロ ガム噛む? であります                              | 北嶋博明     | 五十嵐達也        | 京極尚彦          | 石井ゆみこ                       | 小池智史 | STMATS                    | VOL.8   |
| 11月1日        | 236-B | タママ タママタンゴ であります                            | 北嶋博明     | 五十嵐達也        | 京極尚彦          | 石井ゆみこ                       | 小池智史 | STMATS                    | VOL.8   |
| 11月8日        | 237   | 武者ケロ 四の巻 武者ケロ小隊 西へ! でござそうろう         | 横谷昌宏     | 喜多幡徹          | 米田和博          | 糸島雅彦                         |          |                           | VOL.8   |
| 11月15日       | 238-A | ケロロ アタック!ヒントで年の差ウルトラハンマー であります | 下山健人     | まつぞのひろし    | 向井正浩          | 森本由布希                       | 小池智史 |                           | VOL.9   |
| 11月15日       | 238-B | ドロロ 大改造! であります                                 | 下山健人     | まつぞのひろし    | 向井正浩          | 森本由布希                       | 小池智史 |                           | VOL.9   |
| 11月22日       | 239-A | 夏美 もしかして三角関係? であります                       | 下山健人     | 石平信司          | 清水一伸          | 飯飼一幸                         | 満仲勧   | スタジオガッツ            | VOL.9   |
| 11月22日       | 239-B | プルル お見合い大作戦! であります                         | 下山健人     | 石平信司          | 清水一伸          | 飯飼一幸                         | 満仲勧   | スタジオガッツ            | VOL.9   |
| 11月29日       | 240-A | クルル 特命曹長 であります                                | 北嶋博明     | 下田久人          | 下田久人          | しんぼたくろう 高瀬健一          | 小池智史 |                           | VOL.9   |
| 11月29日       | 240-B | ●ケロロ 伝説の朝 であります                               | 北嶋博明     | 下田久人          | 下田久人          | しんぼたくろう 高瀬健一          | 小池智史 |                           | VOL.9   |
| 12月6日        | 241-A | 556 今は言えない であります                               | 笠原邦暁     | 誌村宏明          | 玉田博            | 竹内昭 小林ゆかり                | 小池智史 | ドリームフォース          | VOL.9   |
| 12月6日        | 241-B | ケロロ 掃除機よ永遠なれ! であります                       | 笠原邦暁     | 誌村宏明          | 玉田博            | 竹内昭 小林ゆかり                | 小池智史 | ドリームフォース          | VOL.9   |
| 12月13日       | 242-A | ケロロ 屋根裏の散歩者 であります                          | 竹内利光     | 笹木信作          | 阿宮正和          | 松下浩美 ただのかずこ            | 小池智史 |                           | VOL.10  |
| 12月13日       | 242-B | ケロロ 自意識過剰で侵略! であります                       | 竹内利光     | 笹木信作          | 阿宮正和          | 松下浩美 ただのかずこ            | 小池智史 |                           | VOL.10  |
| 12月20日       | 243   | ●ケロロ 戦場はメリークリスマス であります                 | 北嶋博明     | 佐藤まさふみ      | 佐藤まさふみ      | 飯飼一幸                         | 小池智史 | スタジオガッツ            | VOL.10  |
| 12月27日       | 244-A | ケロロ 落書きの住人 であります                            | 竹内利光     | 京極尚彦          | 京極尚彦          | 石井ゆみこ                       | 小池智史 | STMATS                    | VOL.10  |
| 12月27日       | 244-B | ケロロ 年越し大騒動 であります                            | 竹内利光     | 京極尚彦          | 京極尚彦          | 石井ゆみこ                       | 小池智史 | STMATS                    | VOL.10  |
| 2009年 1月10日 | 245-A | ケロロ 初侵略作戦! であります                             | 下山健人     | 誌村宏明          | 吉村章            | しんぼたくろう 高瀬健一          | 小池智史 |                           | VOL.10  |
| 2009年 1月10日 | 245-B | 556 傷ついたヘルメット であります                         | 下山健人     | 誌村宏明          | 吉村章            | しんぼたくろう 高瀬健一          | 小池智史 |                           | VOL.10  |
| 1月17日        | 246-A | ギロロ うがい猛特訓! であります                           | 北嶋博明     | 向井正浩          | 向井正浩          | 森本由布希                       | 小池智史 |                           | VOL.11  |
| 1月17日        | 246-B | ケロロ ケロ消し! であります                               | 北嶋博明     | 向井正浩          | 向井正浩          | 森本由布希                       | 小池智史 |                           | VOL.11  |
| 1月24日        | 247-A | モア リップスティック・スラップスティック であります      | アベユーイチ | 笹木信作          | 三好正人 北條史也 | 小暮昌広 坂本修司                | 小池智史 |                           | VOL.11  |
| 1月24日        | 247-B | ケロロ 脱出せよ!ケロン・バーフィールド であります         | アベユーイチ | 笹木信作          | 三好正人 北條史也 | 小暮昌広 坂本修司                | 小池智史 |                           | VOL.11  |
| 1月31日        | 248-A | ケロロ ママと呼ばないで であります                        | 笠原邦暁     | 石平信司          | 清水一伸          | 飯飼一幸                         | 小池智史 | スタジオガッツ            | VOL.11  |
| 1月31日        | 248-B | 吉岡平正義 妄想するは我にあり! であります                 | 笠原邦暁     | 石平信司          | 清水一伸          | 飯飼一幸                         | 小池智史 | スタジオガッツ            | VOL.11  |
| 2月7日         | 249   | 武者ケロ 伍の巻 隠し砦のケロン人 でござそうろう           | 横谷昌宏     | 近藤信宏          | 古田丈司          | 糸島雅彦                         |          |                           | VOL.11  |
| 2月14日        | 250   | 武者ケロ 六の巻 蘇る勇者!! でござそうろう                 | 横谷昌宏     | 近藤信宏          | 米田和博          | しんぼたくろう 高瀬健一          | 糸島雅彦 |                           | VOL.12  |
| 2月21日        | 251   | 556（コゴロー） と5884（コバヤシ）! であります            | 笠原邦暁     | 京極尚彦          | 京極尚彦          | 石井ゆみこ                       | 小池智史 | STMATS                    | VOL.12  |
| 2月28日        | 252   | ケロロ 映画に行こう! であります                           | 竹内利光     | 佐藤まさふみ      | 佐藤まさふみ      | 飯飼一幸                         | 小池智史 | スタジオガッツ            | VOL.12  |
| 3月7日         | 253-A | ケロロ 超人ケロロ であります                              | 北嶋博明     | 誌村宏明          | 玉田博            | 福島豊明                         | 小池智史 | ドリームフォース          | VOL.12  |
| 3月7日         | 253-B | ケロロ 黒電話捜査官66（ロクロク） であります              | 北嶋博明     | 誌村宏明          | 玉田博            | 福島豊明                         | 小池智史 | ドリームフォース          | VOL.12  |
| 3月14日        | 254-A | 冬樹 トランクス対ブリーフ であります                      | 下山健人     | 喜多幡徹          | 向井正浩          | 森本由布希                       | 小池智史 |                           | VOL.13  |
| 3月14日        | 254-B | ガルル 密かなる想い!? であります                          | 下山健人     | 喜多幡徹          | 向井正浩          | 森本由布希                       | 小池智史 |                           | VOL.13  |
| 3月21日        | 255-A | ケロロ 恐怖の大暗黒作戦! であります                       | 山口宏       | 下田久人          | 下田久人          | しんぼたくろう 高瀬健一          | 小池智史 |                           | VOL.13  |
| 3月21日        | 255-B | ケロロ 恐怖の大美白作戦! であります                       | 山口宏       | 下田久人          | 下田久人          | しんぼたくろう 高瀬健一          | 小池智史 |                           | VOL.13  |
| 3月21日        | 255-C | ケロロ 恐怖の大停止作戦! であります                       | 山口宏       | 下田久人          | 下田久人          | しんぼたくろう 高瀬健一          | 小池智史 |                           | VOL.13  |
| 3月28日        | 256-A | ●冬樹&夏美 ケロロ襲来! であります                         | 竹内利光     | まつぞのひろし    | 阿宮正和          | 小池智史                         |          |                           | VOL.13  |
| 3月28日        | 256-B | ケロロ ウッソだよ〜ん♪ であります                         | 竹内利光     | まつぞのひろし    | 阿宮正和          | 小池智史                         |          |                           | VOL.13  |

※2009年1月3日は年末年始により放送休止

## 6thシーズン (2009年 - 2010年) (全51回)
| 放送日        | 話数   | サブタイトル                                                  | 脚本         | 絵コンテ       | 演出           | 作画監督                       | 作画監修 | 制作協力       | 収録DVD |
| ------------- | ------ | ------------------------------------------------------------- | ------------ | -------------- | -------------- | ------------------------------ | -------- | -------------- | ------- |
| 2009年 4月4日 | 257    | ●ケロロ 第一話改訂! であります                                | 下山健人     | 三好正人       | 三好正人       | 川元まりこ                     |          |                | VOL.1   |
| 4月11日       | 258-A  | ケロロ 恐怖のネガティヴシンキング であります                  | 北嶋博明     | 石平信司       | 清水一伸       | 飯飼一幸                       | 糸島雅彦 | スタジオガッツ | VOL.1   |
| 4月11日       | 258-B  | ケロロ 仁義なき焼肉 であります                                | 北嶋博明     | 石平信司       | 清水一伸       | 飯飼一幸                       | 糸島雅彦 | スタジオガッツ | VOL.1   |
| 4月18日       | 259    | 小雪 サクラ大変! であります                                   | 笠原邦暁     | 京極尚彦       | 京極尚彦       | 石井ゆみこ                     |          | STMATS         | VOL.1   |
| 4月25日       | 260-A  | ●ケロゼロ ケロロ小隊 出発前夜 であります                      | 横谷昌宏     | 誌村宏明       | 古田丈司       | しんぼたくろう 高瀬健一        |          |                | VOL.1   |
| 4月25日       | 260-B  | ケロゼロ ケロロ小隊 ファーストミッション であります           | 横谷昌宏     | 誌村宏明       | 古田丈司       | しんぼたくろう 高瀬健一        |          |                | VOL.1   |
| 5月2日        | 261-A  | 桃華 席替え大作戦 であります                                  | 竹内利光     | 米田和博       | 米田和博       | 錦見楽                         |          |                | VOL.2   |
| 5月2日        | 261-B  | 556 オレの想い! であります                                    | 竹内利光     | 米田和博       | 米田和博       | 錦見楽                         |          |                | VOL.2   |
| 5月9日        | 262-A  | バリリ 愛しの看護長 であります                                | 下山健人     | 佐藤まさふみ   | 佐藤まさふみ   | 飯飼一幸                       | 竹知仁美 | スタジオガッツ | VOL.2   |
| 5月9日        | 262-B  | ケロロ 宇宙（そら）を見上げりゃお袋さん であります            | 下山健人     | 佐藤まさふみ   | 佐藤まさふみ   | 飯飼一幸                       | 竹知仁美 | スタジオガッツ | VOL.2   |
| 5月16日       | 263-A  | ケロロ 夢をかなえるゾウムシ であります                        | 竹内利光     | 向井正浩       | 向井正浩       | 森本由布希                     |          |                | VOL.2   |
| 5月16日       | 263-B  | ケロロ がんばれゴミ袋! であります                             | 竹内利光     | 向井正浩       | 向井正浩       | 森本由布希                     |          |                | VOL.2   |
| 5月23日       | 264-A  | ケロロ 宇宙デジタル怪獣襲来! であります                       | 山口宏       | 笹木信作       | 阿宮正和       | 糸島雅彦 松下浩美              |          |                | VOL.2   |
| 5月23日       | 264-B  | ケロロ 変身 であります                                        | 山口宏       | 笹木信作       | 阿宮正和       | 糸島雅彦 松下浩美              |          |                | VOL.2   |
| 5月30日       | 265-A  | ギロロ リモコンでデート であります                            | 北嶋博明     | 下田久人       | 下田久人       | しんぼたくろう 高瀬健一        |          |                | VOL.3   |
| 5月30日       | 265-B  | ケロロ プーがいた洞窟 であります                              | 北嶋博明     | 下田久人       | 下田久人       | しんぼたくろう 高瀬健一        |          |                | VOL.3   |
| 6月6日        | 266-A  | タママ 目覚めのキッスは僕のもの であります                    | 満仲勧       | 石平信司       | 清水一伸       | 飯飼一幸                       |          | スタジオガッツ | VOL.3   |
| 6月6日        | 266-B  | プルル ばれちゃった秘密?! であります                          | 満仲勧       | 石平信司       | 清水一伸       | 飯飼一幸                       |          | スタジオガッツ | VOL.3   |
| 6月13日       | 267-A  | ケロロ エアなんとか大作戦! であります                         | 笠原邦暁     | 京極尚彦       | 京極尚彦       | 石井ゆみこ                     |          | STMATS         | VOL.3   |
| 6月13日       | 267-B  | ケロロ モ テ る であります                                    | 笠原邦暁     | 京極尚彦       | 京極尚彦       | 石井ゆみこ                     |          | STMATS         | VOL.3   |
| 6月20日       | 268    | ケロゼロ ペコポン人メカデザイナー カトヤマキコ登場 であります | 横谷昌宏     | 古田丈司       | 古田丈司       | 松下浩美 糸島雅彦              |          |                | VOL.3   |
| 6月27日       | 269-A  | 桃華 ホレたハレたの大騒動 であります                          | 山口宏       | 誌村宏明       | 三好正人       | 川元まりこ 竹知仁美            |          |                | VOL.4   |
| 6月27日       | 269-B  | ギロロ 夏美からの脱出! であります                             | 山口宏       | 誌村宏明       | 三好正人       | 川元まりこ 竹知仁美            |          |                | VOL.4   |
| 7月4日        | 270    | ちびケロVSちび冬樹 であります                                 | 下山健人     | 佐藤まさふみ   | 佐藤まさふみ   | 飯飼一幸                       |          | スタジオガッツ | VOL.4   |
| 7月11日       | 271-A  | タママ 先輩はつらいよ であります                              | 下山健人     | きみやしげる   | 米田和博       | 森本由布希                     |          |                | VOL.4   |
| 7月11日       | 271-B  | 夏美 僕たち男の子! であります                                 | 下山健人     | きみやしげる   | 米田和博       | 森本由布希                     |          |                | VOL.4   |
| 7月18日       | 272-A  | ウェットルキング 対 556! であります                           | 北嶋博明     | 誌村宏明       | 阿宮正和       | しんぼたくろう 高瀬健一        |          |                | VOL.4   |
| 7月18日       | 272-B  | 三大怪人 ペコポン最小の決戦 であります。                      | 北嶋博明     | 誌村宏明       | 阿宮正和       | しんぼたくろう 高瀬健一        |          |                | VOL.4   |
| 7月25日       | 273-A  | ケロロ 仕込みはOK であります                                  | 笠原邦暁     | 喜多幡徹       | 向井正浩       | 小暮昌広 錦見楽                |          |                | VOL.5   |
| 7月25日       | 273-B  | 小雪 対決!真夏の海岸 であります                               | 笠原邦暁     | 喜多幡徹       | 向井正浩       | 小暮昌広 錦見楽                |          |                | VOL.5   |
| 8月1日        | 274    | ●ケロロ小隊 沈黙のケロロ! であります                          | 山口宏       | 京極尚彦       | 京極尚彦       | 石井ゆみこ                     |          | STMATS         | VOL.5   |
| 8月8日        | 275-A  | ケロロ ケロン式ゴルフ であります                              | アベユーイチ | 石平信司       | 清水一伸       | 飯飼一幸                       |          | スタジオガッツ | VOL.5   |
| 8月8日        | 275-B  | ケロロ 走れケロロ であります                                  | アベユーイチ | 石平信司       | 清水一伸       | 飯飼一幸                       |          | スタジオガッツ | VOL.5   |
| 8月15日       | 276-A  | ケロロ 提督殿強襲! であります                                 | 竹内利光     | 満仲勧         | 満仲勧         | 中山初絵 川元まりこ            |          |                | VOL.5   |
| 8月15日       | 276-B  | ギロロ チャックはそのままで であります                        | 竹内利光     | 満仲勧         | 満仲勧         | 中山初絵 川元まりこ            |          |                | VOL.5   |
| 8月22日       | 277-A  | ケロゼロ 宇宙で出前! であります                               | 横谷昌宏     | 下田久人       | 下田久人       | しんぼたくろう 高瀬健一        |          |                | VOL.6   |
| 8月22日       | 277-B  | ケロゼロ 食べたい方程式 であります                            | 横谷昌宏     | 下田久人       | 下田久人       | しんぼたくろう 高瀬健一        |          |                | VOL.6   |
| 8月29日       | 278-A  | 幽霊ちゃん ビフォーアフター であります                        | 山口宏       | 浦上貴之       | 古田丈司       | 森本由布希                     |          |                | VOL.6   |
| 8月29日       | 278-B  | ギロロ 赤い妖精 であります                                    | 山口宏       | 浦上貴之       | 古田丈司       | 森本由布希                     |          |                | VOL.6   |
| 9月5日        | 279    | アリサ 初めてのママ!? であります                              | 下山健人     | 佐藤まさふみ   | 佐藤まさふみ   | 飯飼一幸                       |          | スタジオガッツ | VOL.6   |
| 9月12日       | 280-A  | ケロロ&夏美 仁義無きスタンプカード であります                 | 北嶋博明     | 山本裕介       | 三好正人       | 松下浩美 ただのかずこ 糸島雅彦 |          |                | VOL.6   |
| 9月12日       | 280-B  | ケロロ 悲しみのケロボット であります                          | 北嶋博明     | 山本裕介       | 三好正人       | 松下浩美 ただのかずこ 糸島雅彦 |          |                | VOL.6   |
| 9月19日       | 281-A  | ケロロ セミ小隊 であります                                    | 竹内利光     | 向井正浩       | 向井正浩       | 糸島雅彦 松下浩美 ただのかずこ |          |                | VOL.7   |
| 9月19日       | 281-B  | ケロロ ケーローの日 であります                                | 竹内利光     | 向井正浩       | 向井正浩       | 糸島雅彦 松下浩美 ただのかずこ |          |                | VOL.7   |
| 9月26日       | 282-A  | ●桃華 突然 炎のごとく であります                              | アベユーイチ | 京極尚彦       | 京極尚彦       | 石井ゆみこ                     |          | STMATS         | VOL.7   |
| 9月26日       | 282-B  | ケロゼロ イチジク戦線 異状なし! であります                    | アベユーイチ | 京極尚彦       | 京極尚彦       | 石井ゆみこ                     |          | STMATS         | VOL.7   |
| 10月3日       | 283-A  | ケロロ 5人の呆れるケロン人 であります                         | 笠原邦暁     | 古田丈司       | 古田丈司       | 川元まりこ                     |          |                | VOL.7   |
| 10月3日       | 283-B  | 冬樹 人間の惑星 であります                                    | 笠原邦暁     | 古田丈司       | 古田丈司       | 川元まりこ                     |          |                | VOL.7   |
| 10月10日      | 284    | ドロロ さらば小隊 であります                                  | 下山健人     | 井内秀治       | 清水一伸       | 飯飼一幸                       |          | スタジオガッツ | VOL.7   |
| 10月17日      | 285-A  | 秋 地球防衛最前線! であります                                 | 下山健人     | 米田和博       | 米田和博       | 錦見楽                         |          |                | VOL.8   |
| 10月17日      | 285-B  | 夏美 緊迫! 授業参観 であります                                | 下山健人     | 米田和博       | 米田和博       | 錦見楽                         |          |                | VOL.8   |
| 10月24日      | 286-A  | ケロロ うっかりビチョビチョ大作戦! であります                 | 北嶋博明     | 江島泰男       | 三好正人       | しんぼたくろう 高瀬健一        |          |                | VOL.8   |
| 10月24日      | 286-B  | ケロロ 侵略!恐怖のソフトグロン であります                     | 北嶋博明     | 江島泰男       | 三好正人       | しんぼたくろう 高瀬健一        |          |                | VOL.8   |
| 10月31日      | 287-A  | 夏美 しゃっくり止めて〜 であります                            | 横谷昌宏     | 誌村宏明       | 阿宮正和       | 宮下雄次                       |          |                | VOL.8   |
| 10月31日      | 287-B  | ケロゼロ 訓練惑星の待ち人 であります                          | 横谷昌宏     | 誌村宏明       | 阿宮正和       | 宮下雄次                       |          |                | VOL.8   |
| 11月7日       | 288-A  | ケロロ カッパ伝説 であります                                  | 竹内利光     | 佐藤まさふみ   | 佐藤まさふみ   | 飯飼一幸                       |          | スタジオガッツ | VOL.8   |
| 11月7日       | 288-B  | ケロロ おかえりなさい であります                              | 竹内利光     | 佐藤まさふみ   | 佐藤まさふみ   | 飯飼一幸                       |          | スタジオガッツ | VOL.8   |
| 11月14日      | 289-A  | ギロロ 戦場の赤い悪魔 （であります）                          | 北嶋博明     | 下田久人       | 下田久人       | 森本由布希                     |          |                | VOL.9   |
| 11月14日      | 289-B  | ケロロ そのウソ、ホント? であります                           | 北嶋博明     | 下田久人       | 下田久人       | 森本由布希                     |          |                | VOL.9   |
| 11月21日      | 290-A  | ポヨン ポールにミラクル大作戦 であります                      | アベユーイチ | 京極尚彦       | 京極尚彦       | 石井ゆみこ                     |          | STMATS         | VOL.9   |
| 11月21日      | 290-B  | ケロゼロ 雪は無慈悲な夜の女王 であります                      | アベユーイチ | 京極尚彦       | 京極尚彦       | 石井ゆみこ                     |          | STMATS         | VOL.9   |
| 11月28日      | 291-A  | アリサ&ネブラ 初めての温泉 であります                         | 下山健人     | 向井正浩       | 向井正浩       | 竹知仁美 糸島雅彦              |          |                | VOL.9   |
| 11月28日      | 291-B  | ケロロ小隊 奮闘!酉の市 であります                             | 下山健人     | 向井正浩       | 向井正浩       | 竹知仁美 糸島雅彦              |          |                | VOL.9   |
| 12月5日       | 292-A  | 夏美 タンスの秘密 であります                                  | 笠原邦暁     | 山本裕介       | 清水一伸       | 飯飼一幸                       |          | スタジオガッツ | VOL.9   |
| 12月5日       | 292-B  | ケロロ 夢の中に君がいて であります                            | 笠原邦暁     | 山本裕介       | 清水一伸       | 飯飼一幸                       |          | スタジオガッツ | VOL.9   |
| 12月12日      | 293全  | またまたゲロゲロ30分 であります                               | 横谷昌宏     | 福本潔         | 福本潔         | 松下浩美                       |          |                | VOL.10  |
| 12月12日      | 293-1  | ケロロ 侵略者が来た! であります                               | 横谷昌宏     | 福本潔         | 福本潔         | 松下浩美                       |          |                | VOL.10  |
| 12月12日      | 293-2  | ケロロ小隊戦記 おたよりコーナー                               | 横谷昌宏     | 福本潔         | 福本潔         | 松下浩美                       |          |                | VOL.10  |
| 12月12日      | 293-3  | ケロロ 風水で侵略! であります                                 | 横谷昌宏     | 福本潔         | 福本潔         | 松下浩美                       |          |                | VOL.10  |
| 12月12日      | 293-4  | ケロロ小隊戦記 おたよりコーナー                               | 横谷昌宏     | 福本潔         | 福本潔         | 松下浩美                       |          |                | VOL.10  |
| 12月12日      | 293-5  | ケロロ 放送禁止で侵略! であります                             | 横谷昌宏     | 福本潔         | 福本潔         | 松下浩美                       |          |                | VOL.10  |
| 12月12日      | 293-6  | ケロロ 美容院で侵略! であります                               | 横谷昌宏     | 福本潔         | 福本潔         | 松下浩美                       |          |                | VOL.10  |
| 12月12日      | 293-7  | 小雪 くのいち探偵見参!! であります                            | 横谷昌宏     | 福本潔         | 福本潔         | 松下浩美                       |          |                | VOL.10  |
| 12月12日      | 293-8  | ケロロ小隊戦記 おたよりコーナー                               | 横谷昌宏     | 福本潔         | 福本潔         | 松下浩美                       |          |                | VOL.10  |
| 12月12日      | 293-9  | ケロロ 夢の侵略作戦 であります                                | 横谷昌宏     | 福本潔         | 福本潔         | 松下浩美                       |          |                | VOL.10  |
| 12月12日      | 293-10 | ポール&秋 秘密のパーティ であります                           | 横谷昌宏     | 福本潔         | 福本潔         | 松下浩美                       |          |                | VOL.10  |
| 12月12日      | 293-11 | 冬樹&桃華 ひとつ屋根の下 であります                           | 横谷昌宏     | 福本潔         | 福本潔         | 松下浩美                       |          |                | VOL.10  |
| 12月12日      | 293-12 | ケロロ 想い出の卒業文集 であります                            | 横谷昌宏     | 福本潔         | 福本潔         | 松下浩美                       |          |                | VOL.10  |
| 12月12日      | 293-13 | 公開決定!! 実写版ケロロ軍曹 であります                        | 横谷昌宏     | 福本潔         | 福本潔         | 松下浩美                       |          |                | VOL.10  |
| 12月19日      | 294-A  | 吉岡平 親衛隊哀歌（エレジー） であります                      | 下山健人     | 井内秀治       | 三好正人       | 本田敬一                       |          |                | VOL.10  |
| 12月19日      | 294-B  | 夏美 クリスマス会大作戦 であります                            | 下山健人     | 井内秀治       | 三好正人       | 本田敬一                       |          |                | VOL.10  |
| 12月26日      | 295-A  | ケロロ 二人が一人ケロロ〜ム! であります                       | 北嶋博明     | 古田丈司       | 古田丈司       | しんぼたくろう 高瀬健一        |          |                | VOL.10  |
| 12月26日      | 295-B  | ケロロ 謎の最終兵器 であります                                | 北嶋博明     | 古田丈司       | 古田丈司       | しんぼたくろう 高瀬健一        |          |                | VOL.10  |
| 2010年 1月9日 | 296-A  | ケロロ 新年早々ラッキー であります                            | 笠原邦暁     | 米田和博       | 米田和博       | 錦見楽                         |          |                | VOL.10  |
| 2010年 1月9日 | 296-B  | ケロロ 今年はケロン年! であります                             | 笠原邦暁     | 米田和博       | 米田和博       | 錦見楽                         |          |                | VOL.10  |
| 1月16日       | 297-A  | ケロロ チャンスは一度! であります                             | 竹内利光     | 佐藤まさふみ   | 佐藤まさふみ   | 飯飼一幸                       |          | スタジオガッツ | VOL.11  |
| 1月16日       | 297-B  | ダンガル 大地に立つ であります                                | 竹内利光     | 佐藤まさふみ   | 佐藤まさふみ   | 飯飼一幸                       |          | スタジオガッツ | VOL.11  |
| 1月23日       | 298-A  | モア さよならペコポン であります                              | 山口宏       | 京極尚彦       | 京極尚彦       | 石井ゆみ子                     |          | STMATS         | VOL.11  |
| 1月23日       | 298-B  | サブロー 謎多き少年 であります                                | 山口宏       | 京極尚彦       | 京極尚彦       | 石井ゆみ子                     |          | STMATS         | VOL.11  |
| 1月30日       | 299-A  | ギロロ Gを倒せ! であります                                    | 北嶋博明     | 誌村宏明       | 向井正浩       | 森本由布希                     |          |                | VOL.11  |
| 1月30日       | 299-B  | ギロロ Gの逆襲 であります                                     | 北嶋博明     | 誌村宏明       | 向井正浩       | 森本由布希                     |          |                | VOL.11  |
| 2月6日        | 300    | オノノ 幻のケロン兵 であります                                | 誌村宏明     | 誌村宏明       | 阿宮正和       | 松下浩美                       |          |                | VOL.11  |
| 2月13日       | 301-A  | タママ 西澤家追放? であります                                 | 下山健人     | さとうまさふみ | 清水一伸       | 飯飼一幸                       |          | スタジオガッツ | VOL.12  |
| 2月13日       | 301-B  | 桃華 愛と悲しみのチョコケーキ であります                      | 下山健人     | さとうまさふみ | 清水一伸       | 飯飼一幸                       |          | スタジオガッツ | VOL.12  |
| 2月20日       | 302-A  | ケロロ 我輩は監督ぢゃよ! であります                           | 山口宏       | 福本潔         | 福本潔         | 髙木信一郎                     |          |                | VOL.12  |
| 2月20日       | 302-B  | ケロロ&冬樹 大都会の小さな冒険 であります                     | 山口宏       | 福本潔         | 福本潔         | 髙木信一郎                     |          |                | VOL.12  |
| 2月27日       | 303    | ケロゼロ 故郷はペコポン であります                            | 横谷昌宏     | 下田久人       | 下田久人       | しんぼたくろう 中島達央        |          |                | VOL.12  |
| 3月6日        | 304    | ケロロ それだけは返してちょ〜だい! であります                 | 満仲勧       | 満仲勧         | 三好正人       | 本田敬一                       |          |                | VOL.12  |
| 3月13日       | 305    | ノビビ が来た! であります                                     | 横谷昌宏     | 京極尚彦       | 京極尚彦       | 石井ゆみこ                     |          | STMATS         | VOL.13  |
| 3月20日       | 306-A  | しゅごケロ どっきどきパーティー! であります                   | 山口宏       | さとうまさふみ | さとうまさふみ | 飯飼一幸                       |          | スタジオガッツ | VOL.13  |
| 3月20日       | 306-B  | ドロロ ドロ郎がくる! であります                               | 山口宏       | さとうまさふみ | さとうまさふみ | 飯飼一幸                       |          | スタジオガッツ | VOL.13  |
| 3月27日       | 307    | ケロロ&冬樹 タイムカプセルの夜 であります                     | 横谷昌宏     | 井内秀治       | 米田和博       | 森本由布希 松下浩美            |          |                | VOL.13  |

※2010年1月2日は年末年始により放送休止

## 7thシーズン (2010年 - 2011年) (全51回)
本シーズンでは、テレビ東京系列6局における土曜日の朝の放送は時間が15分に短縮され、テレビ東京でのみ日曜日の深夜（実際の日付では月曜日）に『ケロロ軍曹乙』が放送された。『ケロロ軍曹乙』ではAパートで土曜朝の内容を、Bパートで新たな内容を放送している。なお、第358話は『ケロロ軍曹乙』のみの放送であるため、土曜朝の放送の全話数は51話ではなく50話であり、最終回は357話となる。
下の表では『ケロロ軍曹乙』での放送内容を含み、「放送日」はAパートを土曜日、Bパートを日曜日に合わせてある。6thシーズンまでは存在した「作画監修」の役職に関しては、本シーズンでは存在しないため表から省略する。
| 放送日        | 話数    | サブタイトル                                                               | 脚本       | 絵コンテ            | 演出     | 作画監督                                  | 制作協力       | 収録DVD |
| ------------- | ------- | -------------------------------------------------------------------------- | ---------- | ------------------- | -------- | ----------------------------------------- | -------------- | ------- |
| 2010年 4月3日 | 308-A   | ケロロ 第三惑星の悪夢 であります                                           | 横谷昌宏   | 古田丈司            | 古田丈司 | 小池智史                                  |                | VOL.1   |
| 4月4日        | 308-B   | 夜のケロロ軍曹 であります                                                  | 横谷昌宏   | 古田丈司            | 古田丈司 | 小池智史                                  |                | VOL.1   |
| 4月10日       | 309-A   | ギロロ ペコポン侵略開始! であります                                        | 下山健人   | 下田久人            | 下田久人 | 森本由布希                                |                | VOL.1   |
| 4月11日       | 309-B   | ギロロ&夏美 携帯メール作戦 であります                                      | 下山健人   | 下田久人            | 下田久人 | 森本由布希                                |                | VOL.1   |
| 4月17日       | 310-A   | タママ お菓子の王国 であります                                             | 北嶋博明   | 誌村宏明            | 向井正浩 | しんぼたくろう 中島達央 糸島雅彦          |                | VOL.1   |
| 4月18日       | 310-B   | 桃華 お世話になります であります                                           | 北嶋博明   | 誌村宏明            | 向井正浩 | しんぼたくろう 中島達央 糸島雅彦          |                | VOL.1   |
| 4月24日       | 311-A   | クルル 侵略ははじまっている であります                                     | 竹内利光   | さとうまさふみ      | 清水一伸 | 飯飼一幸                                  | スタジオガッツ | VOL.1   |
| 4月25日       | 311-B   | ケロロ ケロいい話! であります                                              | 竹内利光   | さとうまさふみ      | 清水一伸 | 飯飼一幸                                  | スタジオガッツ | VOL.1   |
| 5月1日        | 312-A   | ドロロ 侵略こそ我が使命! であります                                        | 笠原邦暁   | まつぞのひろし      | 阿宮正和 | しんぼたくろう 中島達央                   |                | VOL.2   |
| 5月2日        | 312-B   | 小雪 のヒ・ミ・ツ…。 であります                                            | 笠原邦暁   | まつぞのひろし      | 阿宮正和 | しんぼたくろう 中島達央                   |                | VOL.2   |
| 5月8日        | 313-A   | ケロロ 侵略達成翌日 であります                                             | 下山健人   | 井内秀治            | 京極尚彦 | 石井ゆみこ                                | STMATS         | VOL.2   |
| 5月9日        | 313-B   | 秋 侵略者になる であります                                                 | 下山健人   | 井内秀治            | 京極尚彦 | 石井ゆみこ                                | STMATS         | VOL.2   |
| 5月15日       | 314-A   | ケロロ 裸の侵略者 であります                                               | 横谷昌宏   | 福本潔              | 福本潔   | 髙木信一郎                                | スタジオ九魔   | VOL.2   |
| 5月16日       | 314-B   | 夏美&サブロー 昼休みの空 であります                                        | 横谷昌宏   | 福本潔              | 福本潔   | 髙木信一郎                                | スタジオ九魔   | VOL.2   |
| 5月22日       | 315-A   | ケロロ 楽しい園芸 であります                                               | 統月剛     | 米田和博            | 米田和博 | 本田敬一                                  |                | VOL.2   |
| 5月23日       | 315-B   | 冬樹 いつかの影ふみ であります                                             | 統月剛     | 米田和博            | 米田和博 | 本田敬一                                  |                | VOL.2   |
| 5月29日       | 316-A   | 桃華 私は軍曹? であります                                                  | 北嶋博明   | 浪速勉              | 藤本義孝 | 飯飼一幸                                  | スタジオガッツ | VOL.3   |
| 5月30日       | 316-B   | ケロロ 宇宙からの侵略者作戦 であります                                     | 北嶋博明   | 浪速勉              | 藤本義孝 | 飯飼一幸                                  | スタジオガッツ | VOL.3   |
| 6月5日        | 317-A   | ケロロ ヴァイパーを捜せ! であります                                        | 横谷昌宏   | 誌村宏明            | 向井正浩 | 森本由布希                                |                | VOL.3   |
| 6月6日        | 317-B   | ギロロ 天袋の中の戦士 であります                                           | 横谷昌宏   | 誌村宏明            | 向井正浩 | 森本由布希                                |                | VOL.3   |
| 6月12日       | 318-A   | ドロロ 仮面の男 であります                                                 | 柿村イサナ | 三宅和男            | 三好正人 | 糸島雅彦                                  |                | VOL.3   |
| 6月13日       | 318-B   | モア 黒い来訪者 であります                                                 | 柿村イサナ | 三宅和男            | 三好正人 | 糸島雅彦                                  |                | VOL.3   |
| 6月19日       | 319-A   | モア 天才ハッカー? であります                                              | 統月剛     | 下田久人            | 下田久人 | しんぼたくろう 中島達央                   |                | VOL.3   |
| 6月20日       | 319-B   | クルル 小さな古時計 であります                                             | 統月剛     | 下田久人            | 下田久人 | しんぼたくろう 中島達央                   |                | VOL.3   |
| 6月26日       | 320-A   | 夏美 憧れの侵略者! であります                                              | 下山健人   | 古田丈司            | 古田丈司 | 小野早香 須永賴太                         |                | VOL.4   |
| 6月27日       | 320-B   | プルル 六月の花嫁!? であります                                             | 下山健人   | 古田丈司            | 古田丈司 | 小野早香 須永賴太                         |                | VOL.4   |
| 7月3日        | 321-A   | ケロロ 古きに学べ であります                                               | 山口宏     | さとうまさふみ      | 清水一伸 | 飯飼一幸                                  | スタジオガッツ | VOL.4   |
| 7月4日        | 321-B   | 夏美 優しさは罪 であります                                                 | 山口宏     | さとうまさふみ      | 清水一伸 | 飯飼一幸                                  | スタジオガッツ | VOL.4   |
| 7月10日       | 322-A   | ギロロ 脱出不可能?! であります                                             | 竹内利光   | 京極尚彦            | 京極尚彦 | 石井ゆみこ                                | STMATS         | VOL.4   |
| 7月11日       | 322-B   | ケロロ 救出不可能?! であります                                             | 竹内利光   | 京極尚彦            | 京極尚彦 | 石井ゆみこ                                | STMATS         | VOL.4   |
| 7月17日       | 323-A   | ●ケロロ 宇宙お留守番長降臨 であります                                      | 北嶋博明   | 阿宮正和            | 阿宮正和 | 松下浩美                                  |                | VOL.4   |
| 7月18日       | 323-B   | ●夏美 戦場カメラマン大訓練! であります                                     | 北嶋博明   | 阿宮正和            | 阿宮正和 | 松下浩美                                  |                | VOL.4   |
| 7月24日       | 324-A   | 夏美 押すな! であります                                                    | 横谷昌宏   | 井内秀治            | 米田和博 | 木下和栄                                  | スタジオ九魔   | VOL.5   |
| 7月25日       | 324-B   | ケロロ 侵略度チェック であります                                           | 横谷昌宏   | 井内秀治            | 米田和博 | 木下和栄                                  | スタジオ九魔   | VOL.5   |
| 7月31日       | 325-A   | ケロロ バージョンアップモデル であります                                   | 柿村イサナ | 青井小夜            | 福本潔   | 室井康雄 糸島雅彦                         |                | VOL.5   |
| 8月1日        | 325-B   | ケロロ お化粧するは我にあり であります                                     | 柿村イサナ | 青井小夜            | 福本潔   | 室井康雄 糸島雅彦                         |                | VOL.5   |
| 8月7日        | 326-A   | ちびケロ あの夏の花火 であります                                           | 横谷昌宏   | 近藤一英            | 近藤一英 | 飯飼一幸                                  | スタジオガッツ | VOL.5   |
| 8月8日        | 326-B   | ケロロ 水着美女コンテスト! であります                                      | 横谷昌宏   | 近藤一英            | 近藤一英 | 飯飼一幸                                  | スタジオガッツ | VOL.5   |
| 8月14日       | 327-A   | ケロロ 正義の味方! であります                                              | 笠原邦暁   | 喜多幡徹            | 三好正人 | 本田敬一                                  |                | VOL.5   |
| 8月15日       | 327-B   | ケロロ あっという間の侵略! であります                                      | 笠原邦暁   | 喜多幡徹            | 三好正人 | 本田敬一                                  |                | VOL.5   |
| 8月21日       | 328-A   | 桃華 普通にしやがれ! であります                                            | 柿村イサナ | 向井正浩            | 向井正浩 | 森本由布希                                |                | VOL.6   |
| 8月22日       | 328-B   | ポール の休日 であります                                                   | 柿村イサナ | 向井正浩            | 向井正浩 | 森本由布希                                |                | VOL.6   |
| 8月28日       | 329-A   | 冬樹 気になる! であります                                                  | 北嶋博明   | まついひとゆき      | 福本潔   | 石井ゆみこ                                | STMATS         | VOL.6   |
| 8月29日       | 329-B   | 夏美 海は広いな大きいな であります                                         | 北嶋博明   | まついひとゆき      | 福本潔   | 石井ゆみこ                                | STMATS         | VOL.6   |
| 9月4日        | 330-A   | 556 史上最凶の相棒 であります                                              | 下山健人   | 古田丈司            | 古田丈司 | しんぼたくろう 中島達央                   |                | VOL.6   |
| 9月5日        | 330-B   | 小雪 初めてのカレー であります                                             | 下山健人   | 古田丈司            | 古田丈司 | しんぼたくろう 中島達央                   |                | VOL.6   |
| 9月11日       | 331-A   | 夏美 怒ってはいけない一週間 であります                                     | 柿村イサナ | 笹木信作            | 清水一伸 | 飯飼一幸                                  | スタジオガッツ | VOL.6   |
| 9月12日       | 331-B   | ケロロ 侵略はベツバラ? であります                                          | 柿村イサナ | 笹木信作            | 清水一伸 | 飯飼一幸                                  | スタジオガッツ | VOL.6   |
| 9月18日       | 332-A   | 冬樹 蝶人出現? であります                                                  | 統月剛     | まつぞのひろし      | 阿宮正和 | 糸島雅彦                                  |                | VOL.7   |
| 9月19日       | 332-B   | ギロロ 招かねざる客 であります                                             | 統月剛     | まつぞのひろし      | 阿宮正和 | 糸島雅彦                                  |                | VOL.7   |
| 9月25日       | 333-A   | 桃華 星空の気持ち であります                                               | 竹内利光   | 米田和博            | 米田和博 | 松下浩美                                  |                | VOL.7   |
| 9月26日       | 333-B   | ケロロ 福毛ちゃん であります                                               | 竹内利光   | 米田和博            | 米田和博 | 松下浩美                                  |                | VOL.7   |
| 10月2日       | 334-A   | ●ケロロ 激突☆暴輪具（スタアボウリング）大会 であります                     | 北嶋博明   | 誌村宏明            | 福本潔   | 北林正樹 竹知仁美                         |                | VOL.7   |
| 10月3日       | 334-B   | ●ケロロ 我輩、超決断計画!? であります                                      | 北嶋博明   | 誌村宏明            | 福本潔   | 北林正樹 竹知仁美                         |                | VOL.7   |
| 10月9日       | 335-A   | ●ケロロ 隊長代理ロボ出動! であります                                       | 竹内利光   | まついひとゆき      | 青葉譲   | 石井ゆみこ                                | STMATS         | VOL.7   |
| 10月10日      | 335-B   | ●ケロロ 月は豪華だ! であります                                             | 竹内利光   | まついひとゆき      | 青葉譲   | 石井ゆみこ                                | STMATS         | VOL.7   |
| 10月16日      | 336-A   | ●ドロロ 忍び寄る影 であります                                              | 下山健人   | 関田修              | 清水一伸 | 飯飼一幸                                  | スタジオガッツ | VOL.8   |
| 10月17日      | 336-B   | ●夏美 日向家建物探訪 であります                                            | 下山健人   | 関田修              | 清水一伸 | 飯飼一幸                                  | スタジオガッツ | VOL.8   |
| 10月23日      | 337-A   | ●ケロロ アルジャナイノンに花束を であります                                | 笠原邦暁   | きみやしげる        | 向井雅浩 | しんぼたくろう 中島達央                   |                | VOL.8   |
| 10月24日      | 337-B   | ●ギロロ Oh!モウギュウ であります                                           | 笠原邦暁   | きみやしげる        | 向井雅浩 | しんぼたくろう 中島達央                   |                | VOL.8   |
| 10月30日      | 338-A   | 小雪 ハロウィンの日に であります                                           | 横谷昌宏   | 井内秀治            | 福本潔   | 森本由布希                                |                | VOL.8   |
| 10月31日      | 338-B   | ●小雪VSアリサ 深海の決闘 であります                                        | 横谷昌宏   | 井内秀治            | 福本潔   | 森本由布希                                |                | VOL.8   |
| 11月6日       | 339-A   | ●ケロロ 恐怖の赤信号 であります                                            | 山口宏     | 古田丈司            | 古田丈司 | 加野晃                                    | スタジオ九魔   | VOL.8   |
| 11月7日       | 339-B   | ケロロ 侵略プラスマイナス であります                                       | 山口宏     | 古田丈司            | 古田丈司 | 加野晃                                    | スタジオ九魔   | VOL.8   |
| 11月13日      | 340-A   | ●秋 本当のラーメン であります                                              | 下山健人   | 誌村宏明            | 阿宮正和 | 糸島雅彦                                  |                | VOL.9   |
| 11月14日      | 340-B   | ジョリリ 偽りのラーメン であります                                         | 下山健人   | 誌村宏明            | 阿宮正和 | 糸島雅彦                                  |                | VOL.9   |
| 11月20日      | 341-A   | ●ケロロ トイレでサバイバル であります                                      | 竹内利光   | 浪速勉              | 清水一伸 | 飯飼一幸                                  | スタジオガッツ | VOL.9   |
| 11月21日      | 341-B   | ケロロ 対ギロロ対タママ対ドロロ であります                                 | 竹内利光   | 浪速勉              | 清水一伸 | 飯飼一幸                                  | スタジオガッツ | VOL.9   |
| 11月27日      | 342-A   | ●ケロロ 誕生! 新必殺技! であります                                         | 北嶋博明   | 笹木信作            | 三好正人 | 松下浩美                                  |                | VOL.9   |
| 11月28日      | 342-B   | 夏美 ツツヌケ であります                                                   | 北嶋博明   | 笹木信作            | 三好正人 | 松下浩美                                  |                | VOL.9   |
| 12月4日       | 343-A   | 556 宇宙刑事だっ! であります                                               | 笠原邦暁   | 京極尚彦            | 京極尚彦 | 石井ゆみこ                                | STMATS         | VOL.9   |
| 12月5日       | 343-B   | ラビー におまかせ であります                                               | 笠原邦暁   | 京極尚彦            | 京極尚彦 | 石井ゆみこ                                | STMATS         | VOL.9   |
| 12月11日      | 344-A   | プルル めぐり愛ペコポン であります                                         | 下山健人   | 米田和博            | 米田和博 | しんぼたくろう 中島達央 須永賴太 小野早香 |                | VOL.10  |
| 12月12日      | 344-B   | アリサ&桃華 女の戦い であります                                            | 下山健人   | 米田和博            | 米田和博 | しんぼたくろう 中島達央 須永賴太 小野早香 |                | VOL.10  |
| 12月18日      | 345-A   | ●ケロロVSギロロ 氷雨の中の決闘! であります                                 | 山口宏     | 福本潔              | 清水一伸 | 飯飼一幸                                  | スタジオガッツ | VOL.10  |
| 12月19日      | 345-B   | ケロロ小隊 大忘年会 であります                                             | 山口宏     | 福本潔              | 清水一伸 | 飯飼一幸                                  | スタジオガッツ | VOL.10  |
| 2011年 1月8日 | 346-A   | ケロロ ボツ作戦大作戦 であります                                           | 竹内利光   | まついひとゆき      | 向井雅浩 | 須永賴太 小野早香 しんぼたくろう 中島達央 |                | VOL.10  |
| 1月9日        | 346-B   | ケロロ 拝啓、夏美殿 であります                                             | 竹内利光   | まついひとゆき      | 向井雅浩 | 須永賴太 小野早香 しんぼたくろう 中島達央 |                | VOL.10  |
| 1月15日       | 347-A   | ケロロ 侵略者のオーラ であります                                           | 北嶋博明   | 古田丈司            | 福本潔   | 森本由布希                                |                | VOL.10  |
| 1月16日       | 347-B   | ドロロ ん?タママ君 であります                                              | 北嶋博明   | 古田丈司            | 福本潔   | 森本由布希                                |                | VOL.10  |
| 1月22日       | 348-A   | 冬樹 誕生!ジャージマン冬樹 であります                                      | 山口宏     | 井内秀治            | 阿宮正和 | 北林正樹 糸島雅彦                         |                | VOL.11  |
| 1月23日       | 348-B   | ケロロ 素敵なのど飴 でありまちんぴょろ                                     | 山口宏     | 井内秀治            | 阿宮正和 | 北林正樹 糸島雅彦                         |                | VOL.11  |
| 1月29日       | 349-A   | ケロロ 日常を侵略せよ であります                                           | 轟大河     | 笹木信作            | 関田修   | 松下浩美                                  |                | VOL.11  |
| 1月30日       | 349-B   | ケロロ リセット万歳 であります                                             | 轟大河     | 笹木信作            | 関田修   | 松下浩美                                  |                | VOL.11  |
| 2月5日        | 350-A   | モア オジサマ奮闘記 であります                                             | 下山健人   | 加瀬充子 東海林真一 | 近橋伸隆 | 加野晃                                    | スタジオ九魔   | VOL.11  |
| 2月6日        | 350-B   | 秋VSネコ 異種格闘技戦! であります                                          | 下山健人   | 加瀬充子 東海林真一 | 近橋伸隆 | 加野晃                                    | スタジオ九魔   | VOL.11  |
| 2月12日       | 351-A全 | こんどはゲロゲロ15分 であります                                            | 横谷昌宏   | 福本潔              | 清水一伸 | 飯飼一幸                                  | スタジオガッツ | VOL.11  |
| 2月12日       | 351-A1  | ケロロ ひょんなことから侵略成功 であります                                 | 横谷昌宏   | 福本潔              | 清水一伸 | 飯飼一幸                                  | スタジオガッツ | VOL.11  |
| 2月12日       | 351-A2  | ドロロ こんなトラウマスイッチは嫌だ! であります                            | 横谷昌宏   | 福本潔              | 清水一伸 | 飯飼一幸                                  | スタジオガッツ | VOL.11  |
| 2月12日       | 351-A3  | すもも いちにち隊★長 であります                                            | 横谷昌宏   | 福本潔              | 清水一伸 | 飯飼一幸                                  | スタジオガッツ | VOL.11  |
| 2月12日       | 351-A4  | ケロロ 一杯のガンプラ であります                                           | 横谷昌宏   | 福本潔              | 清水一伸 | 飯飼一幸                                  | スタジオガッツ | VOL.11  |
| 2月12日       | 351-A5  | 桃華 プロジェクト・T であります                                            | 横谷昌宏   | 福本潔              | 清水一伸 | 飯飼一幸                                  | スタジオガッツ | VOL.11  |
| 2月12日       | 351-A6  | ドロロ こんなトラウマスイッチはもっと嫌だ!! であります                     | 横谷昌宏   | 福本潔              | 清水一伸 | 飯飼一幸                                  | スタジオガッツ | VOL.11  |
| 2月12日       | 351-A7  | 夏美 VS おヒナ仮面 であります                                              | 横谷昌宏   | 福本潔              | 清水一伸 | 飯飼一幸                                  | スタジオガッツ | VOL.11  |
| 2月12日       | 351-A8  | 冬樹 踊る暗号の秘密 であります                                             | 横谷昌宏   | 福本潔              | 清水一伸 | 飯飼一幸                                  | スタジオガッツ | VOL.11  |
| 2月12日       | 351-A9  | ケロロ 来年の話をすると夏美が笑う であります                               | 横谷昌宏   | 福本潔              | 清水一伸 | 飯飼一幸                                  | スタジオガッツ | VOL.11  |
| 2月12日       | 351-A10 | モア 内緒の本棚 であります                                                 | 横谷昌宏   | 福本潔              | 清水一伸 | 飯飼一幸                                  | スタジオガッツ | VOL.11  |
| 2月12日       | 351-A11 | タママ ボクとラブラブ軍曹さん ★ chu!! 密着ドキュメント 180時間! であります | 横谷昌宏   | 福本潔              | 清水一伸 | 飯飼一幸                                  | スタジオガッツ | VOL.11  |
| 2月12日       | 351-A12 | ポールのヒゲ であります                                                    | 横谷昌宏   | 福本潔              | 清水一伸 | 飯飼一幸                                  | スタジオガッツ | VOL.11  |
| 2月12日       | 351-A13 | 小雪 オチは言わないで であります                                           | 横谷昌宏   | 福本潔              | 清水一伸 | 飯飼一幸                                  | スタジオガッツ | VOL.11  |
| 2月12日       | 351-A14 | ギロロ 零下89度の対決 であります                                           | 横谷昌宏   | 福本潔              | 清水一伸 | 飯飼一幸                                  | スタジオガッツ | VOL.11  |
| 2月13日       | 351-B全 | ギロロ 見せてくれ! であります                                              | 横谷昌宏   | 福本潔              | 清水一伸 | 飯飼一幸                                  | スタジオガッツ | VOL.11  |
| 2月13日       | 351-B15 | ケロロ★ つぶやきで侵略(^o^)／ であります                                   | 横谷昌宏   | 福本潔              | 清水一伸 | 飯飼一幸                                  | スタジオガッツ | VOL.11  |
| 2月13日       | 351-B16 | ギロロ 侵略開始時刻 日曜 1830 であります                                   | 横谷昌宏   | 福本潔              | 清水一伸 | 飯飼一幸                                  | スタジオガッツ | VOL.11  |
| 2月13日       | 351-B17 | 劇画 ケロロ小隊戦記 であります                                             | 横谷昌宏   | 福本潔              | 清水一伸 | 飯飼一幸                                  | スタジオガッツ | VOL.11  |
| 2月13日       | 351-B18 | 桃華 プロジェクト・T リベンジ であります                                   | 横谷昌宏   | 福本潔              | 清水一伸 | 飯飼一幸                                  | スタジオガッツ | VOL.11  |
| 2月13日       | 351-B19 | タママ 声変り であります                                                   | 横谷昌宏   | 福本潔              | 清水一伸 | 飯飼一幸                                  | スタジオガッツ | VOL.11  |
| 2月13日       | 351-B20 | ナレーターの休日 であります                                                | 横谷昌宏   | 福本潔              | 清水一伸 | 飯飼一幸                                  | スタジオガッツ | VOL.11  |
| 2月13日       | 351-B21 | 小雪&クルル 私が作りました! であります                                     | 横谷昌宏   | 福本潔              | 清水一伸 | 飯飼一幸                                  | スタジオガッツ | VOL.11  |
| 2月13日       | 351-B22 | 夏美 秘密の放課後 であります                                               | 横谷昌宏   | 福本潔              | 清水一伸 | 飯飼一幸                                  | スタジオガッツ | VOL.11  |
| 2月13日       | 351-B23 | ドロロ 熱中 忍者先生 であります                                            | 横谷昌宏   | 福本潔              | 清水一伸 | 飯飼一幸                                  | スタジオガッツ | VOL.11  |
| 2月19日       | 352-A   | ナベベ 闇鍋奉行! であります                                                | 笠原邦暁   | 京極尚彦            | 京極尚彦 | 石井ゆみこ                                | STMATS         | VOL.12  |
| 2月20日       | 352-B   | 夏美 623の正体 であります                                                  | 笠原邦暁   | 京極尚彦            | 京極尚彦 | 石井ゆみこ                                | STMATS         | VOL.12  |
| 2月26日       | 353-A   | 幽霊ちゃん 私 成仏します であります                                        | 下山健人   | 笹木信作            | 福本潔   | 森本由布希                                |                | VOL.12  |
| 2月27日       | 353-B   | ギロロ 夢見る頃を過ぎても であります                                       | 下山健人   | 笹木信作            | 福本潔   | 森本由布希                                |                | VOL.12  |
| 3月5日        | 354-A   | ケロロ 未来からの訪問者 であります                                         | 竹内利光   | 誌村宏明            | 大谷五郎 | しんぼたくろう 中島達央                   |                | VOL.12  |
| 3月6日        | 354-B   | 623 ラジオスターの悲劇 であります                                          | 竹内利光   | 誌村宏明            | 大谷五郎 | しんぼたくろう 中島達央                   |                | VOL.12  |
| 3月19日       | 355-A   | 桜華 引退! であります                                                      | 笠原邦暁   | 浪速勉              | 清水一伸 | 飯飼一幸                                  | スタジオガッツ | VOL.12  |
| 3月13日       | 355-B   | ケロロ 君は生き残ることができるか であります                               | 笠原邦暁   | 浪速勉              | 清水一伸 | 飯飼一幸                                  | スタジオガッツ | VOL.12  |
| 3月26日       | 356-A   | ケロロ小隊 真ドラゴンウォリアーズ であります                               | 山口宏     | 古田丈司            | 古田丈司 | 糸島雅彦 松下浩美                         |                | VOL.13  |
| 3月27日       | 356-B   | モア もうひとりへの春 であります                                           | 山口宏     | 古田丈司            | 古田丈司 | 糸島雅彦 松下浩美                         |                | VOL.13  |
| 4月2日        | 357     | 日向家 春、帰還 であります                                                 | 横谷昌宏   | 近藤信宏            | 阿宮正和 | 竹知仁美 小池智史                         |                | VOL.13  |
| 4月3日        | 358-A   | ●ケロロ 世界のケロロ軍曹 であります                                        | 北嶋博明   | 古田丈司            | 阿宮正和 | 小池智史                                  |                | VOL.13  |
| 4月3日        | 358-B   | ●ケロロ ケロン軍式遠足大公開! であります                                   | 北嶋博明   | 古田丈司            | 阿宮正和 | 小池智史                                  |                | VOL.13  |

- 2010年12月25日は『SDガンダム三国伝 BraveBattleWarriors』の拡大放送のため放送休止。
- 2011年1月1日は年末年始により放送休止。
- 『ケロロ軍曹乙』に関しても、2010年12月26日および2011年1月2日は放送休止。
- 第355話Aパート（当初予定では2011年3月12日放送）は2011年3月11日に発生した東北地方太平洋沖地震の報道特番のため放送休止となり、翌週の3月19日に放送された。同話Bパートは予定通り2011年3月13日に放送され、翌週の3月20日は放送休止となった。これ以降の放送日程は当初予定から1週間繰り下げられた。
- 最終回は『ケロロ軍曹乙』を含め、拡大放送を実施した。土曜朝の放送では第357話を、『ケロロ軍曹乙』では第357話・第358話を放送した（遅れネット局では、最終2話も通常の時刻で放送）。

1. 1 2 3 4 5 6 7 8 9 10  『ケロロ軍曹乙』のみでクレジットされている。
2. ↑  『ケロロ軍曹乙』では「横谷昌広」と誤記されている。
3. ↑  実際には「タママ」「ラブラブ」「密着ドキュメント」の直後に、それぞれ笑顔、ハート、親指を立てたマークの絵文字が入っている。「★ chu!!」は表示されただけで、読まれていない。
4. ↑  ストーリーの一部でAパートの延長として15本目から22本目を放送。予定にはなかった23本目は「尺の時間切れ」として冒頭のみでカットされた。
5. ↑  ★と顔文字は表示されただけで、読まれていない。
6. ↑  「大谷五郎、、」と読点が2つついて表示されていた。
7. ↑  このほか、「作画監督協力」として糸島雅彦がクレジットされている。
8. ↑  このほか、「作画監督協力」として糸島雅彦と竹知仁美がクレジットされている。

## サブタイトルの読み上げの法則性

### 基本
サブタイトルは名前の出ている（その回のメイン）キャラクターが全て読み上げ、「であります」の部分はケロロが読み上げる（「であります」の読み上げ方がいつもと違う場合がある。詳細は後述）。 
キャラ名が書いていない場合・「ケロロ小隊」の場合・不特定多数の場合（第70話Aパート）はケロロ1人で読む。また、キャラ名部分が「日向家」の場合、日向家の3人で読み上げる。 
名前部分が「○○&（VS・対）△△」など複数の人物がメインの場合は、それぞれが自分の名前を読んだ後最後は全員でいうパターン（例：62話Aパート「桃華&夏美&モア 怪盗モアピーチサマー であります」）と最初から全員で読む（例：44話Bパート「クルルVS秋 侵略ロボで爆闘 であります」や108話Bパート「冬樹&桃華 ドクタークルルの島 であります」など）パターンがある。
前者の場合、「&」や「VS」・「対」は前に書かれた人物が読む（ただし例示した62話Aパートでは「&」は読まれなかった。後ろに書かれた人物が読む例もある）。

### 例外
- 第13話Bパート：「ドロロ&小雪」は2人で読み上げたが、「友情は美しき哉」は小雪が1人で読み上げた。
- 第14話：「五人集結!」の部分はケロロ小隊5人が全員で読み上げた。
- 第15話：Aパートはキャラ名は表状態、「裏桃華降臨」は裏状態の桃華が読み上げた。Bパートは逆にキャラ名は裏状態、「裏切りの裏側」は表状態の桃華が読み上げた。
- 第35話：夏美の名前が出ているがケロロが読み上げた。
- 第74話：全体のタイトルは言わずそれぞれのタイトルごとに読む形式になっている（全体のタイトルは最初に「ゲロゲロ30分」という文字が画面左下に表示されただけだった。そのとき数字の「30」の部分に、縦や横に伸びたり縮んだりするアニメーションがあった）。また「ケロロ軍曹 ギネスに挑戦!」関連（1・5・11・14本目）と13本目はサブタイトルが、9・15本目は「であります」が読み上げられなかった。「であります」をケロロ以外のキャラが読み上げたものもあった（特にポールの時は「でございます」になっていた）。
- 第96話Aパート：「モアピーチサマースノー」は4人全員で、「決戦バレンタイン!」は夏美一人で読んだ（この話は夏美が中心だったため。また同じ例では112話で、こちらの場合はサブローが中心）。
- 第103話：サブタイトルが読み上げられなかった。なおこの回のタイトル名・表示方法は『新世紀エヴァンゲリオン』風になっている。
- 第121話：「くの一カララ」はカララが、「シュシュッと参上!」はドロロとカララが2人で読み上げた。
- 第129話：キルルの名前が出ているが、キャラ名以外はすべてケロロが読み上げた。
- 第130話：Aパートはキャラ名がケロロ小隊だが、ケロロ一人ではなく小隊全員で読み上げた。同じくBパートはガルル小隊全員で読み上げた。「で あります」は基本にのっとりケロロが読み上げた。
- 第155話：Aパート・Bパートともにケロロ小隊全員で読み上げた。
- 第177話Aパート：ドククの名前が出ているが、キャラ名以外はすべてケロロが読み上げた。
- 第186話：「妖怪侵略が進まない」の名前が出ているが、すべてアリサが読み上げた。
- 第220話Aパート：「地球温暖化ってなぁに？」の所は、ケロロ小隊が読み上げた。
- 第220話Bパート：サババの名前があったが、キャラ名以外はケロロが読み上げた。
- 第272話Bパート：サブタイトルが読み上げられなかった。表示画面では、黒色の背景に白色の文字でサブタイトルが表示された。
- 第341話Bパート：ケロロのほかにギロロ・タママ・ドロロの名前が出ているが全部ケロロが読み上げた。
- 第356話Aパート：サブタイトルが読み上げられなかった。表示画面では、本編の流れのまま白色（真のみ赤）の文字でサブタイトルが表示された。
- 第357話：通常の表示画面はなく、ストーリーの最後にサブタイトルが読み上げられた（テロップによる表示はなし）。

### 「であります」の読み上げ方が通常と異なる回
- 第48話Bパート：眠たそうに読む。
- 第55話Aパート：やる気がなさそうに読む。
- 第57話Bパート：タイトルも含めてシリアスに読む。
- 第62話Aパート：可愛らしく読む。
- 第64話Bパート：まずそうに読む。
- 第147話Aパート：かしこまった感じで読む。
- 5thの武者ケロ関連話：後述通り「〜ござそうろう」となっておりケロロではなくナレーター(武者ケロ内では語り手)が読む。
- 第284話Aパート：シリアスに読む。
- 第348話Bパート：本編の内容と一致するため「〜でありまちんぴょろ」に変更。

### その他読み上げ方の補足
- 第38話Aパート：ギロロは通常シリアスなイメージで読み上げるが、この回は少し照れ気味で読み上げた。
- 第52話Bパート：タママは通常愛らしい雰囲気で読み上げるが、この回はキャラ名を除きタイトル部分はキレた状態で読み上げた。
- 第64話Bパート：ドロロは通常クールで渋く読み上げるが、この回は最初からトラウマスイッチが入った状態で読み上げた。
- 第75話：キャラ名は表状態で、タイトル部分は「三番目の桃華」の状態で読み上げた。
- 第97話Aパート：「強敵と書いて」は表、「"とも"と読む」は裏状態で読み上げた。
- 第113話Bパート：夏美がキャラ名を除きシリアスなイメージで読み上げた。
- 第118話Bパート：クルルは通常ダークな雰囲気で読み上げるが、この回は少し照れ気味で読み上げた。
- 第119話Aパート：ギロロがキャラ名を除き少し気合いが入った状態で読み上げた。
- 第122話Bパート：夏美は普通はやや明るめのタッチで読み上げるが、この回は少し怒鳴るような感じで読む。
- 第169話Bパート、第246話Aパート：ギロロがキャラ名を除きパニック状態に陥ったような口調で読み上げた。
- 第185話Bパート：タママがキャラ名を除きタイトル部分はダークな雰囲気で読み上げた。
- 第217話Bパート：ケロロが最初から最後までシリアスなイメージで読み上げた。
- 第271話Bパート：夏美が歌うような調子で読み上げた。本編でもケロロが同じような調子で言っていた。
- 第347話Bパート：ドロロが驚いたような調子で読み上げた。

## 補足

### 次回予告と本編のサブタイトルの違い
次回予告と本編で表示画面が異なる回がある。DVD版ではこれらが修正されている。
- 第20話Aパート
  - 予告 - 冬樹 ミーツ・ア・ガァ〜ル であります
  - 本編 - 冬樹 ミーツ・ア・ガ〜ル であります
- 第73話
  - 予告 - 冬樹 198X・僕たちの夏休み であります
  - 本編 - 冬樹 198X（改行）僕たちの夏休み であります（「であります」は表示されず）
- 第79話Bパート
  - 予告 - ギロロ 猫は知っている であります
  - 本編 - ギロロ 猫は知ってる であります
- 第83話Aパート
  - 予告 - 第82話での次回予告「（略）……ショックで足を滑らせた兄が気絶するとき、……（略）」
  - 本編 - 「（略）……ショックで足を滑らせた兄が気絶する時、……（略）」
- 第91話Bパート
  - 予告 - 小雪 おばあちゃんがやって来た であります
  - 本編 - 小雪 おばあちゃんがやってきた であります
- 第143話Bパート
  - 予告 - 日向家 沈没!? であります（「日向家」と「沈没」の間に半角スペースあり）
  - 本編 - 日向家沈没 であります（「日向家」と「沈没」の間に半角スペースなし）
- 第247話Bパート
  - 予告 - ケロロ 脱出!ケロンバーフィールド であります
  - 本編 - ケロロ 脱出せよ!ケロン・バーフィールド であります
- 第250話
  - 予告 - 武者ケロ 六の巻 蘇る勇者 でござ候
  - 本編 - 武者ケロ 六の巻 蘇る勇者!! でござそうろう

※「ござそうろう」の表記の違いは同話に限らない（後述）。
- 第268話
  - 予告 - ケロゼロ ペコポン人 メカデザイナー（改行）カトヤマ・キコ 登場 であります
  - 本編 - ケロゼロ ペコポン人メカデザイナー（改行）カトヤマキコ登場 であります（半角スペースもすべてなくなっている）
- 第272話Bパート
  - 予告 - 三大怪人 ペコポン最小の決戦 であります
  - 本編 - 三大怪人 ペコポン最小の決戦 であります。
- 第277話Aパート
  - 予告 - ケロゼロ 宇宙で出前 であります
  - 本編 - ケロゼロ 宇宙で出前! であります
- 第282話Bパート
  - 予告 - ケロゼロ イチジク戦線 異状なし であります
  - 本編 - ケロゼロ イチジク戦線（改行）異状なし! であります
- 第289話Aパート
  - 予告 - ギロロ 戦場の赤い悪魔 であります
  - 本編 - ギロロ 戦場の赤い悪魔 （「であります」は読み上げのみ）
- 第290話Aパート
  - 予告 - ポヨン ポールにミラクル大作戦! であります
  - 本編 - ポヨン ポールにミラクル大作戦 であります
- 第290話Bパート
  - 表記は予告・本編ともに同じだが、「女王」に対する振り仮名が予告では「じょおう」、本編では「じょうおう」になっている。
- 第356話Aパート
  - 予告 - ケロロ小隊 真ドラゴンウォーリアーズ であります
  - 本編 - ケロロ小隊 真ドラゴンウォリアーズ であります

### サンライズ公式サイトと本編のスタッフの違い
サンライズの公式サイトと本編で表示されているスタッフが異なる回がある。以下に一覧する。なお、上のサブタイトルの一覧表ではすべて本編のものを記載してある。
| 話数  | 役職名               | 公式サイト                 | 本編                         |
| ----- | -------------------- | -------------------------- | ---------------------------- |
| 16    | 絵コンテ             | あべももか                 | あべももこ                   |
| 34    | 脚本                 | 池田眞美子                 | 西園悟                       |
| 117-B | 脚本・絵コンテ・演出 | 山口宏・笹木信作・横田和善 | 横谷昌宏・井内秀治・阿宮正和 |
| 148   | 脚本                 | 横谷昌宏                   | アベユーイチ                 |
| 151-A | 脚本・絵コンテ・演出 | 下山健人・井内秀治・関田修 | 笠原邦暁・誌村宏明・阿宮正和 |
| 157   | 脚本・演出           | 北嶋博明・福本潔           | 下山健人・吉村章             |
| 175   | 脚本（役職名）       | 脚本                       | 構成                         |
| 189   | 絵コンテ             | 米田和博                   | 井内秀治                     |

なお、公式サイトではAパート・Bパートのスタッフが別々に表示されているが、本編のクレジットでは第72話の脚本を除けば誰がどちらのパートを担当したかを確認することはできない（7thシーズンからは『ケロロ軍曹乙』のクレジットでスタッフが15分放送から追加されている場合があるが、ここから判明するのは「新たに追加されたスタッフがBパートのみを担当した」ということであり、「15分放送でも表示されていたスタッフがBパートを担当したかどうか」は不明である）。

### その他の補足事項
- 各話のサブタイトルのは原則として「〇〇〇（キャラ名） 〇〇〇〇（サブタイトル） であります」という形式になっている。作中の表示では「であります」の「で」の直後半角スペースが入っている。
  - 例外として、第1話Aパート、第5話、第10話、第14話、第23話、第35話などのようにキャラ名がないサブタイトルがある。
  - 「であります」の部分は、5thシーズンの武者ケロ回では「でござ候」になっている。これ以外で変更されたのは、第173話の「でありんす」、第348話Bパートの「でありまちんぴょろ」の2度のみである（「ゲロゲロ30分」関連話の小サブタイトルを除く）。いずれも「で」の直後に半角スペースがある。また、第177話の本編では「で、あります」と読点が入っていた（次回予告の表示では読点なし）。
- 第57話Bパート・第65話Aパート・第103話・第113話Bパート・第143話Bパート・第177話Aパート・第177話Bパート・第265話Bパートはサブタイトル表示画面もその元ネタ作品のパロディになっている（例外として第161話の場合は本編前半のCM直前のアイチャッチ→CM後の本編後半、そしてED直前の表示画面がその元ネタ作品のパロディとなっている）。
- 第61話Aパートの元ネタである、ドラマ『うちの子にかぎって…』パート2第9話のサブタイトル「転校少女にナニが起こったか?」は、それ自体がまた、当時（1985年）のテレビドラマのタイトル『転校少女Y』と『少女に何が起ったか』をもじったものと見られている。
- 第83話Aパートのサブタイトルは、キャラ名・「であります」を含め、半角スペースや読点を1文字とすると予告編の表示で108文字、本編で107文字となり、『スクールランブル』（第1期）第26話のサブタイトルの187文字、『銀魂』の第2期第75話の182文字に次いで日本で3番目に長いサブタイトルとなっている。
- 第171話のAパートBパートは、元々逆であった（放送される順番が入れ替わった理由については不明）。
- 第177話Aパートの「第」は本編のみ略字になっている。
- 第181話から第205話まで、アニメーション制作協力の「ブリッジ」が「制作協力」としてクレジットされていた（各話制作協力とは表示タイミングが異なる）。第206話以降は役職名が「アニメーション制作協力」となっている。
- 第215話・第223話・第232話・第245話の演出担当の吉村章は、クレジットで「吉」が「」になっていた。
- 第254話の両サブタイトルは次回予告の際「ケロロ 冬樹 トランクス対ブリーフ であります」（Bパートも同様）のように最初に「ケロロ」と書かれていた（「ケロロ」は読み上げられていなかったので誤りと思われる）。
- 第269話でケロロ秘密基地の予告は「ギロロ 夏美の中は俺の海」だったのだが本編は「ギロロ 夏美脱出」になっていた。それ以前にもいくつか存在する。
- 第293話では制作協力として「株式会社 東京クロスサービス」がクレジットされている。しかし、同社は他の回の制作協力のようにグロス請けをもってのクレジットではなく、実写パートにおけるクロスの提供をもってのクレジットであり、事情が大きく異なる。したがって上の表の制作協力の欄には記載していない。